# SEKAI NO OWARIのライブ・コンサート
SEKAI NO OWARIのライブ・コンサートでは、日本のバンド・SEKAI NO OWARIが開催したライブをまとめる。本記事では、インディーズ時代に「世界の終わり」として活動していた時代のものも併せて記載する。

## 概要

### インディーズデビューまで
インディーズデビュー以前は、バンドメンバーとスタッフで作り上げたライブハウス「club EARTH」を拠点とし、同ライブハウスでライブを行ったり、コンテストやイベントなどに出演したりしていた。

#### 結成後の初ライブ
結成後の2007年に千葉県・稲毛海浜公園の野外音楽堂で行われたイベントに出演し初ライブを敢行。当時は現在のDJ LOVEが加入前であり、LOVEは友人としてライブを観覧していた。ライブでは初めてオリジナル曲を披露し、現在の『青い太陽』と『虹色の戦争』（当時の曲名は「人魚姫」）、サザンオールスターズの楽曲『真夏の果実』を披露した。ライブが行われる前日にFukaseは『虹色の戦争』の歌詞を書き上げ、出演時には歌詞が記された紙を手に持ちながら歌唱したという。ライブの終了後にイベントのスタッフから「『真夏の果実』が良かった」と言われ、メンバーは酷く落ち込み解散も考えたとのちに明かしている。2025年に放送された日テレ系の音楽番組『with MUSIC』に出演したメンバーらはこの場所を訪れ、Fukaseの実家から見つかったこの初ライブの映像を公開した。

### メジャーデビュー後
メジャーデビュー直後からは、エンターテインメントを志向した演出が多く見られ、ライブごとに異なったコンセプトを設け芸術性と娯楽性を極めた壮大なライブ空間を作り上げるなど、既存のコンサートの概念を超えるような演出に挑戦している。
2013年に開催された「ARENA TOUR 2013「ENTERTAINMENT」」から、一部公演を除き観客の写真撮影が許可されている。これは、邦楽アーティストの中では稀なケースで、Fukaseは「ディズニーランドに行ったら、写真を撮りたくなりますよね？ライブもそれと同じだと思ってるんです」と上記の公演のMCでコメントしている。また、動画撮影と録音も許可されていたが「Twilight City」以降は禁止となっている。これは、「長時間ずっと撮影されていると、後ろの方が見えなくなってしまう」「新曲がネットに上がってしまうと本当に困る」ためであるとSaoriがTwitterで言及している。

## 2010年

### 世界の終わり Heart the eartH Tour
「世界の終わり Heart the eartH Tour」は、日本のバンド・世界の終わりが、2010年4月から同年7月にかけて開催したツアー。
初の自主企画ツアーで、1stアルバム『EARTH』を引っ提げて行われた。
5月14日・5月16日・7月10日の3公演ではワンマンライブが行われ、その他の公演は対バン形式で行われた。対バン相手に、メンバーと交流があったクリープハイプや新世界リチウムなどがいる。
横浜公演には、FukaseとNakajinがファンであるゆずの北川悠仁も観客として公演に参加していた。
開演前には、ステージ前に貼られた紗幕に、バンドのこれまでの軌跡をたどった映像が上映された。当時未発表曲であった「夢」は、このツアーで初披露された。
このツアーは映像作品化はされていないものの、7月10日・渋谷O-WEST公演にて映像収録が行われており、ツアー終了後の7月26日から、MUSIC ON! TVでは「死の魔法」、MTVでは「世界平和」、スペースシャワーTVでは「インスタントラジオ」、VMCでは「白昼の夢」が放送された。
ツアーは全22会場で22公演行われた。
| 公演日 | 公演日  | 都道府県 | 会場                   |
| 年     | 月日    | 都道府県 | 会場                   |
| ------ | ------- | -------- | ---------------------- |
| 2010年 | 4月7日  | 東京都   | 下北沢CLUB QUE         |
| 2010年 | 4月9日  | 東京都   | 渋谷CLUB QUATTRO       |
| 2010年 | 4月17日 | 東京都   | タワーレコード渋谷店   |
| 2010年 | 4月22日 | 広島県   | 広島CAVE-BE            |
| 2010年 | 4月24日 | 福岡県   | 福岡DRUM LOGOS         |
| 2010年 | 4月25日 | 大阪府   | 大阪2nd Line           |
| 2010年 | 4月27日 | 神奈川県 | 横浜BBストリート       |
| 2010年 | 5月5日  | 京都府   | 京都MOJO               |
| 2010年 | 5月7日  | 福井県   | 福井CHOP               |
| 2010年 | 5月8日  | 富山県   | 富山SOUL POWER         |
| 2010年 | 5月10日 | 石川県   | 金沢VAN VAN V4         |
| 2010年 | 5月12日 | 新潟県   | 新潟JUNK BOX mini      |
| 2010年 | 5月13日 | 長野県   | 長野J                  |
| 2010年 | 5月14日 | 愛知県   | 名古屋CLUB ROCK'N'ROLL |
| 2010年 | 5月16日 | 大阪府   | 大阪sound-channel      |
| 2010年 | 5月17日 | 兵庫県   | 神戸STARCLUB           |
| 2010年 | 5月21日 | 山梨県   | 甲府KAZOO HALL         |
| 2010年 | 5月22日 | 東京都   | 八王子MatchVox         |
| 2010年 | 5月30日 | 東京都   | 新木場若洲公園         |
| 2010年 | 6月1日  | 宮城県   | 仙台MACANA             |
| 2010年 | 6月4日  | 北海道   | 札幌Sound lab mole     |
| 2010年 | 7月10日 | 東京都   | 渋谷O-WEST             |

セットリスト（7月10日 渋谷O-WEST）
1. 青い太陽
2. 虹色の戦争
3. 天使と悪魔
4. 世界平和
5. 白昼の夢
6. 死の魔法
7. 幻の命
8. 夢（アンコール）
9. インスタントラジオ（アンコール）

### 世界の終わり 秋のワンマンツアー 2010
「世界の終わり 秋のワンマンツアー 2010」（せかいのおわり・あきのワンマンツアー・にーぜろいちぜろ）は、日本のバンド・世界の終わりが、2010年11月から同年12月にかけて開催したツアー。
初のホール公演を含むワンマンツアー。シングル『天使と悪魔 / ファンタジー』を引っ提げて行われた。
ツアーでは当時未発表曲の「不死鳥」「眠り姫」が初披露された。
このツアーの最終公演である、渋谷C.C.Lemonホールの公演を収録した「オリジナルLIVE写真集」が発売された。収録される写真は、販売サイトに掲載される写真のうちから自由に選択できた。
7月11日、東名阪で11月27日・12月4日・12月11日の3公演のワンマンツアーを行うことを発表。翌月、追加公演の8公演の開催が発表された。
翌年6月、ツアーを収録した初の映像作品『2010.12.23 SHIBUYA C.C.Lemon Hall』がリリースされた。詳細は後述。
ツアーは全国11会場で11公演行われた。追加公演は★印で示す。
| 公演日 | 公演日    | 都道府県 | 会場                     |
| 年     | 月日      | 都道府県 | 会場                     |
| ------ | --------- | -------- | ------------------------ |
| 2010年 | 11月16日★ | 茨城県   | 水戸ライトハウス         |
| 2010年 | 11月18日★ | 宮城県   | 仙台HOOK                 |
| 2010年 | 11月23日★ | 北海道   | 札幌COLONY               |
| 2010年 | 11月27日  | 東京都   | 渋谷CLUB QUATTRO         |
| 2010年 | 12月1日★  | 新潟県   | 新潟CLUB RIVERST         |
| 2010年 | 12月4日   | 愛知県   | 名古屋Electric Lady Land |
| 2010年 | 12月7日★  | 福岡県   | 福岡DRUM SON             |
| 2010年 | 12月9日★  | 広島県   | 広島CAVE-BE              |
| 2010年 | 12月11日  | 大阪府   | 心斎橋CLUB QUATTRO       |
| 2010年 | 12月14日★ | 香川県   | 高松DIME                 |
| 2010年 | 12月23日★ | 東京都   | 渋谷C.C Lemon ホール     |

セットリスト
11月27日 渋谷CLUB QUATTRO
1. 青い太陽
2. 虹色の戦争
3. 世界平和
4. 天使と悪魔
5. 死の魔法
6. 白昼の夢
7. 幻の命
8. 夢
9. ファンタジー
10. インスタントラジオ（アンコール）

12月23日 渋谷C.C.Lemonホール
1. ファンタジー
2. 虹色の戦争
3. 夢
4. 世界平和
5. 白昼の夢
6. 天使と悪魔
7. 死の魔法
8. 不死鳥
9. 幻の命
10. 青い太陽
11. 眠り姫（アンコール）
12. インスタントラジオ（アンコール）

#### ライブ・ビデオ『2010.12.23 SHIBUYA C.C.Lemon Hall』
2011年6月15日に、このツアーを収録した映像作品『2010.12.23 SHIBUYA C.C.Lemon Hall』（ツーサウザンドテン・トゥエルブ・トゥエンティースリー・シブヤ・シー・シー・レモン・ホール）がリリースされた。
バンド初の映像作品で、最終日である12月23日の渋谷C.C.Lemonホールでの公演模様と、そのオフショットが収録されている。
4月26日に、映像作品としてリリースされることが発表された。同日、YouTubeにてトレーラー映像を公開した。
ジャケットは、スタッフパスを模したデザインとなっており、実際に使用されたスタッフパスと同素材のシールも封入された。
収録内容
1. ファンタジー
2. 虹色の戦争
3. 世界平和
4. 白昼の夢
5. 天使と悪魔
6. 死の魔法
7. 幻の命
8. 青い太陽
9. インスタントラジオ

## 2011年

### SEKAI NO OWARI at 武道館
「SEKAI NO OWARI at 武道館」（セカイノオワリ・アット・ぶどうかん）は、日本のバンド・SEKAI NO OWARIが2011年11月に開催したライブ。
バンド史上初の日本武道館公演で、メジャーデビュー後初のワンマンライブ。
この公演から、ライブの演出をSaoriが担当するようになる。
2011年2月18日、メジャーデビュー発表前でありながら、日本武道館公演を行うことを発表。メジャーデビューからわずか約3カ月で行われた異例のライブであったものの、チケットは即完売した。
ステージセットは、両サイドを「CAN'T SLEEP」「FANTASY NIGHT」の大きな文字で飾ったものであった。開演前には楽曲「ファンタジー」のアレンジバージョンが流されていた。公演前には「OMC-1」というロボットがステージに登場し、ライブの注意事項などを説明した。声の担当は山寺宏一。
当時音源化されていなかった「眠り姫」、新曲「Love the warz」のほか、このライブの為にNakajinが初めて作詞・歌唱した楽曲「TONIGHT」が披露された。
2012年7月18日にリリースされた、アルバム『ENTERTAINMENT』の初回限定盤の特典DVDに『2011.11.22 SEKAI NO OWARI at NIPPON BUDOKAN!!!』として、公演の模様が全編収録されている。また、シングル「眠り姫」に「インスタントラジオ」のライブ音源が収録されているほか、2012年1月29日にはWOWOWにてこの公演の模様が放送された。
ライブは全国1会場で1公演行われた。
| 公演日 | 公演日   | 都道府県 | 会場       |
| 年     | 月日     | 都道府県 | 会場       |
| ------ | -------- | -------- | ---------- |
| 2011年 | 11月22日 | 東京都   | 日本武道館 |

セットリスト
1. スターライトパレード
2. 虹色の戦争
3. 天使と悪魔
4. Never Ending World
5. 死の魔法
6. 不死鳥
7. yume
8. TONIGHT
9. 白昼の夢
10. 世界平和
11. Love the warz
12. 花鳥風月
13. 幻の命
14. ファンタジー
15. 青い太陽
16. 眠り姫（アンコール）
17. インスタントラジオ（アンコール）

### SEKAI NO OWARI TOUR 2011
「SEKAI NO OWARI TOUR 2011」（セカイノオワリ・ツアー・にーぜろいちいち）は、SEKAI NO OWARIが2011年11月から同年12月20日に開催したツアー。
ツアー「秋のワンマンツアー 2010」より約1年ぶりのライブツアー。映像作品としての発売はされていない。
新潟公演では、Saoriが貧血により一度休憩をはさむハプニングが起こった。
2011年8月17日、ツアーを開催することを発表。
| 公演日 | 公演日   | 都道府県 | 会場               |
| 年     | 月日     | 都道府県 | 会場               |
| ------ | -------- | -------- | ------------------ |
| 2011年 | 11月28日 | 北海道   | 札幌PENNY LANE 24  |
| 2011年 | 12月1日  | 高知県   | 高知X-pt.          |
| 2011年 | 12月2日  | 香川県   | 高松オリーブホール |
| 2011年 | 12月7日  | 宮城県   | 仙台Rensa          |
| 2011年 | 12月10日 | 新潟県   | 新潟LOTS           |
| 2011年 | 12月14日 | 広島県   | 広島CLUB QUATTRO   |
| 2011年 | 12月16日 | 福岡県   | 福岡DRUM LOGOS     |
| 2011年 | 12月19日 | 大阪府   | なんばHatch        |
| 2011年 | 12月20日 | 愛知県   | 名古屋DIAMOND HALL |

セットリスト
1. スターライトパレード
2. 虹色の戦争
3. 天使と悪魔
4. Never Ending World
5. 死の魔法
6. 不死鳥
7. yume
8. TONIGHT
9. 白昼の夢
10. 世界平和
11. Love the warz
12. 花鳥風月
13. 幻の命
14. ファンタジー
15. 青い太陽
16. 眠り姫（アンコール）
17. インスタントラジオ（アンコール）

## 2012年

### ZEPP TOUR 2012「ENTERTAINMENT」
『ZEPP TOUR 2012「ENTERTAINMENT」』（ゼップ・ツアー・にーぜろいちにー・エンターテインメント）は、日本のバンド・SEKAI NO OWARIが2012年5月に開催したツアー。
バンド初のZeppツアー。映像作品としての発売はされていない。
2012年2月17日、このツアーを開催することを発表。
2012年7月18日、ツアータイトルと同じタイトルであるアルバム『ENTERTAINMENT』が発売。
2012年8月、スペースシャワーTVにて「SEKAI NO OWARI LIVE SPECIAL -ENTERTAINMENT-」が放送。アルバム『ENTERTAINMENT』についてのトークや、ライブ映像が公開された。
公演開始前には、以前のライブにも登場した「OMC-1」がライブ中の注意事項について説明した。当時音源化されていなかった「Love the warz」や、シングルとして発売される直前であった「眠り姫」を含む全18曲が披露された。
このツアーは映像作品化されていないが、ベストアルバム『SEKAI NO OWARI 2010-2019』初回限定盤・完全生産限定プレミアムBOXの特典映像として、「眠り姫」の映像が収録された。
| 公演日 | 公演日  | 都道府県 | 会場           |
| 年     | 月日    | 都道府県 | 会場           |
| ------ | ------- | -------- | -------------- |
| 2012年 | 5月7日  | 愛知県   | Zepp Nagoya    |
| 2012年 | 5月8日  | 愛知県   | Zepp Nagoya    |
| 2012年 | 5月10日 | 東京都   | Zepp DiverCity |
| 2012年 | 5月11日 | 東京都   | Zepp DiverCity |
| 2012年 | 5月14日 | 大阪府   | Zepp Namba     |
| 2012年 | 5月15日 | 大阪府   | Zepp Namba     |

セットリスト（5月11日 Zepp DiverCity）
1. スターライトパレード
2. 虹色の戦争
3. 天使と悪魔
4. ファンタジー
5. 不死鳥
6. 死の魔法
7. Love the warz
8. 世界平和
9. Never Ending World
10. TONIGHT
11. 白昼の夢
12. 生物学的幻想曲
13. 花鳥風月
14. 幻の命
15. yume
16. 青い太陽
17. 眠り姫（アンコール）
18. インスタントラジオ（アンコール）

### HALL TOUR 2012「ENTERTAINMENT」
HALL TOUR 2012「ENTERTAINMENT」（ホール・ツアー・にーぜろいちにー・エンターテインメント）は、日本のバンド・SEKAI NO OWARIが、2012年7月から同年10月にかけて開催したツアー。
バンド初のホールツアー。約4万人を動員した。映像作品としての発売はされていない。
アルバム『ENTERTAINMENT』を引っ提げて行われた。また、このツアーと並行してシングル「RPG」の制作がなされた。
ツアーの序盤では責任者がはっきりしておらず、メンバーとスタッフの間でもめたことがあった。福井公演からは、スケジュールなどを再度考え直した結果、メンバーが納得のいくツアーをすることができたという。
ライブではロボット「OMC-1」が登場したほか、メンバーによる学生時代の再現映像が放映された。また、DJ LOVEは各公演で「ご当地妖怪を紹介するコーナー」をMCで行っていた。
福井公演の会場入り口では、福井県三方郡美浜町のご当地ゆるキャラ「へしこちゃん」が出迎えた。その着ぐるみにはサプライズとしてNakajinが入っていた。神戸公演では、Nakajinの体調不良により「炎の戦士」と「TONIGHT」のメインボーカルをFukaseが務めた。千葉で行われた最終公演では、Fukaseが新曲制作を宣言した。
2012年3月29日、シングル「眠り姫」のリリース発表と同時に、全国ホールツアーの開催を発表。
2012年7月18日、アルバム『ENTERTAINMENT』が発売。その前日には、翌年に開催されたアリーナツアーの開催も発表されていた。
ツアーは全25会場で25公演行われた。
| 公演日 | 公演日   | 都道府県 | 会場                                            |
| 年     | 月日     | 都道府県 | 会場                                            |
| ------ | -------- | -------- | ----------------------------------------------- |
| 2012年 | 7月26日  | 東京都   | オリンパスホール八王子                          |
| 2012年 | 8月5日   | 愛知県   | 名古屋国際会議場 センチュリーホール             |
| 2012年 | 8月10日  | 福井県   | 福井市文化会館                                  |
| 2012年 | 8月12日  | 広島県   | 上野学園ホール                                  |
| 2012年 | 8月14日  | 愛媛県   | 松山市総合コミュニティセンター キャメリアホール |
| 2012年 | 8月17日  | 青森県   | 青森市民ホール                                  |
| 2012年 | 8月19日  | 北海道   | 札幌市教育文化会館                              |
| 2012年 | 8月22日  | 新潟県   | 新潟県民会館                                    |
| 2012年 | 8月23日  | 長野県   | ホクト文化ホール 中ホール                       |
| 2012年 | 8月28日  | 兵庫県   | 神戸国際会館                                    |
| 2012年 | 9月1日   | 島根県   | 島根県民会館                                    |
| 2012年 | 9月2日   | 岡山県   | 岡山市民会館                                    |
| 2012年 | 9月8日   | 石川県   | 本多の森ホール                                  |
| 2012年 | 9月14日  | 滋賀県   | 滋賀県立芸術劇場 びわ湖ホール 大ホール          |
| 2012年 | 9月16日  | 奈良県   | なら100年会館 大ホール                          |
| 2012年 | 9月19日  | 富山県   | 富山県民会館                                    |
| 2012年 | 9月23日  | 宮城県   | 東京エレクトロンホール宮城                      |
| 2012年 | 9月26日  | 埼玉県   | 大宮ソニックシティ 大ホール                     |
| 2012年 | 9月27日  | 静岡県   | 静岡市民文化会館 大ホール                       |
| 2012年 | 9月29日  | 香川県   | サンポートホール高松 大ホール                   |
| 2012年 | 9月30日  | 高知県   | 高知市文化プラザかるぽーと                      |
| 2012年 | 10月4日  | 長崎県   | 長崎市公会堂                                    |
| 2012年 | 10月6日  | 福岡県   | 福岡サンパレス                                  |
| 2012年 | 10月8日  | 神奈川県 | 神奈川県民ホール 大ホール                       |
| 2012年 | 10月10日 | 千葉県   | 市川市文化会館 大ホール                         |

セットリスト（10月10日 市川市文化会館大ホール）
1. スターライトパレード
2. 虹色の戦争
3. 天使と悪魔
4. ファンタジー
5. 不死鳥
6. 世界平和
7. Love the warz
8. 炎の戦士
9. TONIGHT（アコースティックVer.）
10. yume
11. 花鳥風月
12. Never Ending World
13. 生物学的幻想曲
14. illusion
15. 眠り姫
16. 幻の命
17. 深い森
18. Fight Music（アンコール）
19. インスタントラジオ（アンコール）

## 2013年

### ARENA TOUR 2013「ENTERTAINMENT」
ARENA TOUR 2013「ENTERTAINMENT」（アリーナ・ツアー・ツーサウザンドサーティーン・エンターテインメント）は、日本のバンド・SEKAI NO OWARIが、2013年1月から同年2月にかけて開催したツアー。
バンド初のアリーナツアー。約10万人を動員した。
2012年7月17日、東名阪アリーナツアーの開催を発表。
ライブ内では、DJ LOVEがワイヤーに吊られて空中歩行したほか、リーダーがFukaseからNakajinに変わったことを公表した。
最終公演のアンコールでは、告知映像と共に野外ワンマンフェスティバル「炎と森のカーニバル」の開催とシングル『RPG』の発売を発表した。
このツアーから、演出と連動して光る「スターライトリング」が導入されている。
このライブの最終公演終了後、打ち上げでFukaseは左足を骨折している。
シングル「RPG」初回限定盤Aの特典CDには大阪城ホール公演の音源が収録され、初回限定盤Bの特典DVDにはダイジェスト映像が収録されている。
ツアーは全3会場で4公演行われた。
| 公演日 | 公演日  | 都道府県 | 会場                        |
| 年     | 月日    | 都道府県 | 会場                        |
| ------ | ------- | -------- | --------------------------- |
| 2013年 | 1月14日 | 大阪府   | 大阪城ホール                |
| 2013年 | 2月2日  | 愛知県   | 日本ガイシホール            |
| 2013年 | 2月22日 | 東京都   | 国立代々木競技場 第一体育館 |
| 2013年 | 2月23日 | 東京都   | 国立代々木競技場 第一体育館 |

セットリスト（2月23日 国立代々木競技場 第一体育館
1. スターライトパレード
2. 虹色の戦争
3. ファンタジー
4. 天使と悪魔
5. 死の魔法
6. 不死鳥
7. 花鳥風月
8. 生物学的幻想曲
9. illusion
10. TONIGHT
11. 青い太陽
12. 世界平和
13. Love the warz
14. Never Ending World
15. 幻の命
16. 眠り姫
17. yume
18. 深い森
19. Fight Music（アンコール）
20. RPG（アンコール）
21. インスタントラジオ（アンコール）

#### ライブ・ビデオ『ARENA TOUR 2013「ENTERTAINMENT」in 国立代々木第一体育館』
2013年7月17日に、このツアーを収録した映像作品『ARENA TOUR 2013「ENTERTAINMENT」in 国立代々木第一体育館』がリリースされた。
メジャーデビュー後、初の映像作品。前作『2010.12.23 SHIBUYA C.C.Lemon Hall』から約2年1ヶ月ぶりの映像作品。
最終日の国立代々木競技場 第一体育館での公演模様が全編収録されたほか、オフショットも収録されている。また、「CHAN'T SLEEP FANTASY NIGHT番外編コメンタリーversion」と題されたメンバーによるオーディオコメンタリーも収録されている。
DVDの1形態で発売され、ツアー写真やオープニング映像の絵コンテなどが掲載されたフォトブックが同梱された。
収録内容
1. スターライトパレード
2. 虹色の戦争
3. ファンタジー
4. 天使と悪魔
5. 死の魔法
6. 不死鳥
7. 花鳥風月
8. 生物学的幻想曲
9. illusion
10. TONIGHT
11. 青い太陽
12. 世界平和
13. Love the warz
14. Never Ending World
15. 幻の命
16. 眠り姫
17. yume
18. 深い森
19. Fight Music
20. RPG
21. インスタントラジオ

### 炎と森のカーニバル
「炎と森のカーニバル」は、日本のバンド・SEKAI NO OWARIが、2013年10月に開催した野外イベント。
バンド初のセルフプロデュース・野外ライブフェスティバルで3日間で約6万人を動員した。総制作費は約5億円であった。
Fukaseが夢で見た「巨大樹の下でライブをやる」というイメージを元に、ステージの上には高さ約30mの巨大樹が建てられた。当初のイメージでは、高さ15mほどのセットにする予定だったが、メンバーは納得せずスタッフの反対を押し切り、この高さになった。
ステージセットのみならず会場全体にもこだわり、サブエリアにはメンバーがメニューを考えた飲食店やフェイスペイントのテントなどが置かれた。メインステージの横にあるサブステージでは、ライブ開演前に一般公募されたパフォーマーが出演した。
来場者には「仮装」というドレスコードも設けられ、来場者向けに「仮装コンテスト」も行われた。また、メンバーも公演内で動物の仮装を行い、Fukaseはドラゴン、Nakajinはオオカミ、Saoriはハクチョウ、DJ LOVEはウシに扮した衣装を着用した。
当初、イベントは10月12日と13日の2日間で行われる予定であったが、追加公演として14日にも開催された。
このライブの英語における呼称は「Tokyo Fantasy Treeland」となっている。
ライブで初披露された「Death Disco」は、ライブ終了後にリリースに関する問い合わせが殺到したため、急遽配信リリースされた。
ライブは全1会場で3公演行われた。追加公演となった日程は★印で示す。
| 公演日 | 公演日    | 都道府県 | 会場             |
| 年     | 月日      | 都道府県 | 会場             |
| ------ | --------- | -------- | ---------------- |
| 2013年 | 10月12日  | 山梨県   | 富士急ハイランド |
| 2013年 | 10月13日  | 山梨県   | 富士急ハイランド |
| 2013年 | 10月14日★ | 山梨県   | 富士急ハイランド |

セットリスト（10月12日 ～ 14日 富士急ハイランド）
1. Love the warz
2. 虹色の戦争
3. illusion (12日) / 生物学的幻想曲 (13日) / 世界平和 (14日)
4. ファンタジー
5. 白昼の夢
6. 天使と悪魔
7. 花鳥風月
8. Death Disco
9. broken bone
10. 深い森
11. 眠り姫
12. 幻の命
13. アースチャイルド
14. yume
15. RPG
16. スターライトパレード（アンコール）
17. Fight Music（アンコール）
18. インスタントラジオ（アンコール）

#### ライブ・ビデオ『炎と森のカーニバル in 2013』
2014年4月9日に、このライブを収録した映像作品『炎と森のカーニバル in 2013』（ほのおともりのカーニバル・イン・ツーサウザンドサーティーン）がリリースされた。
前作『ARENA TOUR 2013「ENTERTAINMENT」in 国立代々木第一体育館』から約9ヶ月ぶりの映像作品で、Fukaseの誕生日でもある10月13日の公演模様が全編収録されているほか、メンバーによるオーディオコメンタリーも収録されている。
シングル「炎と森のカーニバル」と同時発売された。
DVDの1形態で発売され、ツアー写真が掲載されたフォトブックが同梱された。
収録内容
1. Love the warz
2. 虹色の戦争
3. 生物学的幻想曲
4. ファンタジー
5. 白昼の夢
6. 天使と悪魔
7. 花鳥風月
8. Death Disco
9. broken bone
10. 深い森
11. 眠り姫
12. 幻の命
13. アースチャイルド
14. yume
15. RPG
16. スターライトパレード
17. Fight Music
18. インスタントラジオ

## 2014年

### ARENA TOUR 2014「炎と森のカーニバル -スターランド編-」
ARENA TOUR 2014「炎と森のカーニバル -スターランド編-」（アリーナ・ツアー・にーぜろいちよん・ほのおともりのかーにばる・すたーらんどへん）は、日本のバンド・SEKAI NO OWARIが、2014年4月から同年6月にかけて開催したアリーナツアー。
2015年1月14日にリリースされた、アルバム『Tree』初回限定盤の特典DVDに「SEKAI NO OWARI ARENA TOUR 2014「炎と森のカーニバル - スターランド編 - 」」として、4月29日のさいたまスーパーアリーナでの公演模様が全編収録されている。
セットリスト（6/21 真駒内セキスイハイムアイスアリーナ）
1. スターライトパレード
2. 眠り姫
3. Love the warz
4. 虹色の戦争
5. ファンタジー
6. Never Ending World
7. スノーマジックファンタジー
8. 生物学的幻想曲
9. Death Disco
10. 青い太陽
11. ピエロ
12. 銀河街の悪夢
13. 幻の命
14. yume
15. RPG
16. 深い森
17. 炎と森のカーニバル（アンコール）
18. Fight Music（アンコール）
19. インスタントラジオ（アンコール）

### TOKYO FANTASY
TOKYO FANTASY（トーキョー・ファンタジー）は、日本のバンド・SEKAI NO OWARIが、2014年10月に開催したライブ。
セットリスト
1. 炎と森のカーニバル
2. 世界平和
3. 虹色の戦争
4. アースチャイルド
5. 天使と悪魔 (4日) / 白昼の夢 (5日)
6. Love the warz
7. スノーマジックファンタジー
8. yume
9. Death Disco
10. Mr.Heartache
11. 炎の戦士
12. 幻の命
13. スターライトパレード
14. RPG
15. 深い森
16. Dragon Night（アンコール）
17. Fight Music（アンコール）
18. インスタントラジオ（アンコール）

## 2015年

### Twilight City
「Twilight City」（トワイライト・シティ）は、日本のバンド・SEKAI NO OWARIが、2015年7月に開催したライブ。また、2016年2月に発売したメジャー4作目（通算5作目）の映像作品。
バンド初のスタジアムライブで、2日間で約14万人を動員した。コンセプトは「日本で一番大きい会場で、世界一面白いものを」。
巨大な「街」がテーマとなっており、会場外を「屋台通り」と題し様々な屋台が出展されたほか、ステージセットは「炎と森のカーニバル」「TOKYO FANTASY」から引き続き巨大樹をモチーフとしたものとなったが、木の幹には建物や看板などが混在しており、実際に人が登れるようになっていた。
座席のブロック名は「月光駅前」「ゲテモノ横丁」「とまと区」「稲荷図市」などと架空の街の名前を模した独特な名前で呼ぶ。このブロック名はすべてFukaseが考えており、2ちゃんねるでも好評だった。
両日ともに、オープニングアクトとしてアメリカの歌手であるオースティン・マホーンが出演した。
楽曲「ムーンライトステーション」では、会場内に列車を飛ばす演出があったが、7月18日の公演では強風により行われなかった。
7月19日の公演では、翌年に全国ツアーを開催することを発表した。
「炎と森のカーニバル」から毎回行われている、DJ LOVEコーナーではソロ楽曲『逆襲のピエロ』が披露された。ヘヴィメタル調で、作詞はDJ LOVE、作曲はDJ LOVE自身がファンだというNARASAKIが担当している。曲の終盤には、DJ LOVEの演奏するギターから火花が飛び散る演出が披露された。ライブの演出を考案したSaoriは、DJ LOVEが車の運転中にヘヴィメタルの曲を熱唱していたことから考えたという。また、この楽曲は2023年に行われたファンクラブツアー「Fafrotskies 〜The Fan〜」でも披露された。
ライブは全1会場で2公演行われた。
| 公演日 | 公演日  | 都道府県 | 会場                                  |
| 年     | 月日    | 都道府県 | 会場                                  |
| ------ | ------- | -------- | ------------------------------------- |
| 2015年 | 7月18日 | 神奈川県 | 横浜国際総合競技場 （日産スタジアム） |
| 2015年 | 7月19日 | 神奈川県 | 横浜国際総合競技場 （日産スタジアム） |

セットリスト
1. 炎と森のカーニバル
2. Love the warz -rearranged-
3. 虹色の戦争
4. 青い太陽 (18日) / 不死鳥 (19日)
5. PLAY
6. ファンタジー
7. ANTI-HERO
8. SOS
9. 逆襲のピエロ
10. ピエロ -Twilight City arranged-
11. スノーマジックファンタジー -Twilight City arranged-
12. broken bone
13. Death Disco
14. プレゼント
15. マーメイドラプソディー
16. スターライトパレード
17. 幻の命
18. ムーンライトステーション
19. Dragon Night
20. RPG（アンコール）
21. Fight Music（アンコール）
22. インスタントラジオ（アンコール）

#### ライブ・ビデオ『Twilight City at NISSAN STADIUM』
2016年2月17日に、このライブを収録した映像作品『Twilight City at NISSAN STADIUM』がリリースされた。
前作『TOKYO FANTASY SEKAI NO OWARI』から約10ヶ月ぶり、ライブ・ビデオとしては『炎と森のカーニバル in 2013』から約1年10ヶ月ぶりの映像作品で、7月19日の公演模様が収録されている。
DVDとBlu-ray Discの2形態で発売され、両盤共通でライブ写真が掲載されたフォトブックが同梱されているほか、「CHAN'T SLEEP FANTASY NIGHT番外編コメンタリーversion」と題されたメンバーによるオーディオコメンタリーも収録されている。
また、ベストアルバム『SEKAI NO OWARI 2010-2019』初回限定盤・完全生産限定プレミアムBOXの特典映像に、「ムーンライトステーション」の映像が収録されている。
| 形態   | 規格    | 規格品番   |
| ------ | ------- | ---------- |
| 通常盤 | Blu-ray | TFXQ-78134 |
| 通常盤 | DVD     | TFBQ-18178 |

収録内容
1. 炎と森のカーニバル
2. Love the warz -rearranged-
3. 虹色の戦争
4. 不死鳥
5. PLAY
6. ファンタジー
7. ANTI-HERO
8. SOS
9. 逆襲のピエロ
10. ピエロ -Twilight City arranged-
11. スノーマジックファンタジー -Twilight City arranged-
12. broken bone
13. Death Disco
14. プレゼント
15. マーメイドラプソディー
16. スターライトパレード
17. 幻の命
18. ムーンライトステーション
19. Dragon Night
20. RPG
21. Fight Music
22. インスタントラジオ

## 2016年

### The Dinner
全国ツアー 2016「The Dinner」（ザ・ディナー）は、日本のバンド・SEKAI NO OWARIが、2016年3月から同年6月にかけて開催したツアー。また、2017年1月に発売したメジャー5作目（通算6作目）の映像作品。
ツアー「炎と森のカーニバル -スターランド編-」より約2年ぶりのライブツアーで、ライブ「Twilight City」より約1年ぶりのライブ。約25万人を動員した。
Fukaseが影響を受けたルネ・マグリットの作品『光の帝国』のような、「絵に見える世界を作りたい」というコンセプトから「空が昼、ステージ上は夜」という構成となっている。また、ステージ上には多数のワイングラスや食器、テーブルなどが配置された。さらに、センターステージの上にはシャンデリアがあり、Fukaseは自宅に持ち帰ろうとしたがメンバーに止められたという。
このツアーから、メンバー4人に加えてベーシストやドラマーなどのリズム隊とストリングスのサポートメンバーが参加している。
ツアーで販売された会場別シリコンバンドの収益金と募金は、メンバーの意向により2016年に発生した「平成28年熊本地震災害」に対して寄付された。
ツアーは全11会場で25公演行われた。
| 公演日 | 公演日  | 都道府県 | 会場                                 |
| 年     | 月日    | 都道府県 | 会場                                 |
| ------ | ------- | -------- | ------------------------------------ |
| 2016年 | 3月25日 | 千葉県   | 幕張メッセ 国際展示場9・10・11ホール |
| 2016年 | 3月26日 | 千葉県   | 幕張メッセ 国際展示場9・10・11ホール |
| 2016年 | 4月9日  | 宮城県   | 宮城セキスイハイムスーパーアリーナ   |
| 2016年 | 4月10日 | 宮城県   | 宮城セキスイハイムスーパーアリーナ   |
| 2016年 | 4月16日 | 福井県   | サンドーム福井                       |
| 2016年 | 4月17日 | 福井県   | サンドーム福井                       |
| 2016年 | 4月28日 | 徳島県   | アスティとくしま                     |
| 2016年 | 4月29日 | 徳島県   | アスティとくしま                     |
| 2016年 | 5月3日  | 福岡県   | マリンメッセ福岡                     |
| 2016年 | 5月4日  | 福岡県   | マリンメッセ福岡                     |
| 2016年 | 5月5日  | 福岡県   | マリンメッセ福岡                     |
| 2016年 | 5月10日 | 兵庫県   | ワールド記念ホール                   |
| 2016年 | 5月11日 | 兵庫県   | ワールド記念ホール                   |
| 2016年 | 5月14日 | 広島県   | 広島グリーンアリーナ                 |
| 2016年 | 5月15日 | 広島県   | 広島グリーンアリーナ                 |
| 2016年 | 5月20日 | 北海道   | 真駒内セキスイハイムアイスアリーナ   |
| 2016年 | 5月21日 | 北海道   | 真駒内セキスイハイムアイスアリーナ   |
| 2016年 | 5月22日 | 北海道   | 真駒内セキスイハイムアイスアリーナ   |
| 2016年 | 5月31日 | 愛知県   | 日本ガイシホール                     |
| 2016年 | 6月1日  | 愛知県   | 日本ガイシホール                     |
| 2016年 | 6月7日  | 大阪府   | 大阪城ホール                         |
| 2016年 | 6月8日  | 大阪府   | 大阪城ホール                         |
| 2016年 | 6月17日 | 埼玉県   | さいたまスーパーアリーナ             |
| 2016年 | 6月18日 | 埼玉県   | さいたまスーパーアリーナ             |
| 2016年 | 6月19日 | 埼玉県   | さいたまスーパーアリーナ             |

セットリスト
1. ANTI-HERO
2. スターライトパレード
3. Love the warz -rearranged-
4. Never Ending World
5. ピエロ
6. 眠り姫 / スノーマジックファンタジー (日替わり)
7. 生物学的幻想曲
8. Death Disco
9. Monsoon Night
10. Mr.Heartache
11. SOS
12. 深い森
13. 幻の命
14. MAGIC
15. RPG
16. Dragon Night
17. 炎と森のカーニバル（アンコール）
18. Fight Music（アンコール）
19. インスタントラジオ（アンコール）

#### ライブ・ビデオ『The Dinner』
2017年1月11日に、このライブを収録した映像作品『The Dinner』がリリースされた。
前作『Twilight City at NISSAN STADIAM』から約11か月ぶりの映像作品で、6月19日の公演模様が収録されているほか、特典としてメンバーによるステージである洋館のセット内解説、日替わりで披露された「眠り姫」のライブ映像が収録されている。
DVDとBlu-ray Discの2形態で発売され、両盤共通でツアー写真が掲載されたフォトブックが同梱されているほか、「CHAN'T SLEEP FANTASY NIGHT番外編コメンタリーversion」と題されたメンバーによるオーディオコメンタリーも収録されている。
また、ベストアルバム『SEKAI NO OWARI 2010-2019』初回限定盤・完全生産限定プレミアムBOXの特典映像に、「ANTI-HERO」の映像が全編収録されているほか、シングル『Hey Ho』初回限定盤A・初回限定盤Bの特典CDに、このライブの音源が収録されている。
購入者には先着特典として「The Dinner」A4ランチョンマットがプレゼントされた。
収録内容
1. ANTI-HERO
2. スターライトパレード
3. Love the warz -rearranged-
4. Never Ending World
5. ピエロ
6. スノーマジックファンタジー
7. 生物学的幻想曲
8. Death Disco
9. Monsoon Night
10. Mr.Heartache
11. SOS
12. 深い森
13. 幻の命
14. MAGIC
15. RPG
16. Dragon Night
17. 炎と森のカーニバル
18. Fight Music
19. インスタントラジオ

## 2017年

### タルカス
ドーム・スタジアムツアー2017「タルカス」とは、日本のバンド・SEKAI NO OWARIが、2017年1月から同年2月にかけて開催したドーム・スタジアムツアー。
初のドーム・スタジアムツアー。ツアーとしては「The Dinner」より約7か月ぶりのライブツアー。
ステージセットは会場の中心に大きくそびえ立つ巨大な樹木を模したもの。その巨大樹を囲むようにメンバーが配置され、バンドにとって初めてのセンターステージでのパフォーマンスが行われた。
全体的に絵本のような演出となっており、ライブ本編はメンバーによるMCは一切なく、Fukaseが考えたタルカスという青年とその国を治める王様のそれぞれの視点からある出来事を語る物語に沿って進行した。進行役はメンバーではなく動物の語り手が務め、語り手の動物はセンターステージの周囲の四隅に点在していた。
このツアーでは音楽ライブとしては異例の試みである途中休憩を挟み、休憩前の公演前半ではハシビロコウのグリモンが青年側の物語を語り、休憩後の公演後半では巨大バルーンのクジラのサリーが王様側の物語を語った。
この物語についてFukaseは公演内で絵本にしようと考えていることを明かし、2021年に『ブルーノ』として福音館書店から刊行した。Fukaseはこの物語を書いた理由について「みんなもわかると思うけど、今の時代は情報がすごく多い。そういう時代だからこそ、人に怒ったり憎んだりするのは辛いことなんだ、相手のことを想像するのが愛情なんだと子供たちに伝えたくて作りました」としている。
また、メンバーに加えリズム隊や管弦楽隊の総勢14人とツアーを回り楽曲の演奏のサポートや、動物たちの語りのBGMをすべて生演奏で披露した。なお、音楽隊が演奏に加わるためほとんどの楽曲がオーケストラアレンジされているが、「炎と森のカーニバル」のアレンジは玉川学園吹奏楽部によるものであった。
このツアーの照明を一部担当した澤邊将志はさいたまスーパーアリーナ公演での照明効果を評価され、同年に行われた第37回『日本照明家協会賞』の新人賞を受賞した。照明効果について同協会は「大胆な色使いとムービングを多用した配光、静と動を巧みにデザインした照明効果は、ファンタジックな物語を彩り、遊園地のようであった」と評価している。
公演に登場したキャラクターの声優はそれぞれ以下が務めている。
- ウンババ：麦人
- グリモン：山寺宏一
- チャッキー：神谷浩史
- ラグーン：日下由美
- サリー：夏木マリ

ツアーは全3会場で5公演行われた。
| 公演日 | 公演日  | 都道府県 | 会場                     |
| 年     | 月日    | 都道府県 | 会場                     |
| ------ | ------- | -------- | ------------------------ |
| 2017年 | 1月22日 | 埼玉県   | さいたまスーパーアリーナ |
| 2017年 | 1月23日 | 埼玉県   | さいたまスーパーアリーナ |
| 2017年 | 2月4日  | 愛知県   | ナゴヤドーム             |
| 2017年 | 2月11日 | 大阪府   | 京セラドーム大阪         |
| 2017年 | 2月12日 | 大阪府   | 京セラドーム大阪         |

セットリスト
1. 炎と森のカーニバル
2. Death Disco
3. スターライトパレード / 虹色の戦争 (日替わり)
4. 死の魔法
5. スノーマジックファンタジー / ムーンライトステーション (日替わり)
6. 青い太陽
7. Never Ending World
8. マーメイドラプソディー
9. Monsoon Night
10. 眠り姫
11. Love the warz -rearranged-
12. Error
13. 天使と悪魔
14. SOS
15. Hey Ho
16. Dragon Night
17. RPG（アンコール）
18. インスタントラジオ（アンコール）

#### ライブ・ビデオ『Tarkus』
2018年3月7日に、このツアーを収録した映像作品『Tarkus』が発売された。
前作『The Dinner』から約1年2ヶ月ぶりの映像作品で、2月12日の京セラドーム大阪での公演模様が収録されているほか、特典として公演のストーリーテラーを担った「森の仲間たち」のメンバーバージョンによるナレーションが収録されている。
DVDとBlu-rayの2形態で発売され、両盤共通でツアー写真が掲載されたフォトブックと、購入者特典として「Tarkus」オリジナルしおりが同梱された。
収録内容
1. 炎と森のカーニバル
2. Death Disco
3. スターライトパレード
4. 死の魔法
5. スノーマジックファンタジー
6. 青い太陽
7. Never Ending World
8. マーメイドラプソディー
9. Monsoon Night
10. 眠り姫
11. Love the warz -rearranged-
12. Error
13. 天使と悪魔
14. SOS
15. Hey Ho
16. Dragon Night
17. RPG
18. インスタントラジオ

#### ブルーノ
「ブルーノ」（英: BLUENO）は、日本のミュージシャン・Fukaseが2021年に発表した絵本。2021年10月13日に福音館書店から刊行された。
もともとはこのツアーで使うために作っていたストーリーであったが、「いつか絵本にしたい」と考え絵を描こうとしたのがうまく描けず、何年もそのままになっていたという。しかし、コロナ禍で時間ができたことをきっかけに「今が完成させるタイミングじゃないのか」と改めて向き合い、「物語を両方向から描いていく」ことと「できるだけシンプルに絵本にする」ことをコンセプトして作り上げられた。
登場人物は人間以外の生物に置き換えられていて、村人のタルカスをキツネザル、王様をヘビとなっている。これはコミュニケーションのすれ違いを表現したいというFukaseの考えに反し、政治的なニュアンスが含まれてしまう可能性を懸念したためであるという。
作中に登場するイラストはすべてFukase自身が油絵具を用いて描かれた。イラストを描く時には筆やナイフは一切使っておらず、指や手で混ぜながら描いていったという。

## 2018年

### INSOMNIA TRAIN
野外ツアー2018「INSOMNIA TRAIN」（インソムニア・トレイン）は、日本のバンド・SEKAI NO OWARIが、2018年4月から同年6月にかけて開催した野外ツアー。
バンド初の野外ツアーで、23万人を動員した。なお、野外ライブは「TOKYO FANTASY」より約4年ぶりに行われた。
ツアーのコンセプトは「WORK」。ステージセットは「移動式歓楽街」がテーマで、高さ30メートル・全長80メートルの巨大な汽車型のものとなった。セットの頂上には、巨大なピエロ像が設置され横には「NICE PEOPLE MAKE THE WORLD BORING（良い人々が世界を退屈にする）」というキャッチコピーが掲げられた。
前回の野外公演に引き続き会場全体にもこだわり、メンバーが考案したフードメニューや楽曲をイメージしたドリンクメニューを販売する屋台を設置したり、射的などができるゲームコーナーや仮装コンテスト、DJ LOVEが考案した謎解き問題のブースなどがあった。
また、隠し要素としてパラメトリック・スピーカーを使用し特定の位置でのみ新曲の「Re:set」が聞けたり、ライブ終演後に退場ゲート付近で「スターライトリング」のバイブレーションがモールス符号となっており解読するとアルバムのリリースを示唆したりするものがあった。
このツアーでは「インスタントラジオ」がスウィング・ジャズアレンジバージョンで披露されたほか、新曲「Re:set」「ラフレシア」が初披露された。この「インスタントラジオ」のアレンジバージョンは、ツアー「深海」でも披露された。「ラフレシア」ではFukaseが客席エリアに設置されたサーカス小屋から登場し、振付を上野隆博が担当したダンスを披露した。
Appleのマップアプリに掲載されている熊本県農業公園カントリーパークの航空写真には、このツアーのセットが写りこんでいることが確認されている。
ツアー終了後には、世界初の試みとしてツアーのステージセットと巨大迷路を融合させたリアル脱出ゲーム『INSOMNIA TRAINからの脱出』を8月から9月にかけて開催した。ステージセットをそのまま使用しており、脱出に成功するとライブステージに立つことができた。
このツアーの直後に控えられていたバンドの韓国公演に対し、このツアーのステージセットに描かれたイラストから「セカオワ来韓公演ボイコット」という運動に発展した。セットの中には、女性の脚の絵や、セクシーな女性のアイコン、「Drink Me」という文字の横に女性の裸のシルエットが描かれたイラストなどが見受けられ、韓国ファンから「女性蔑視」として批判が集まった。なお、韓国公演は予定通り行われた。
映像作品の発売はされていないが、アルバム『Eye』初回限定盤、ベストアルバム『SEKAI NO OWARI 2010-2019』初回限定盤・完全生産限定プレミアムBOXの特典映像に「マーメイドラプソディー」「深い森」「Re:set」を除く6月1日の公演模様が収録された。メンバーによるMCはすべてカットされている。
ツアーは全6会場で12公演行われた。
| 公演日 | 公演日  | 都道府県 | 会場                                    |
| 年     | 月日    | 都道府県 | 会場                                    |
| ------ | ------- | -------- | --------------------------------------- |
| 2018年 | 4月7日  | 熊本県   | 熊本県農業公園カントリーパーク          |
| 2018年 | 5月12日 | 広島県   | 国営備北丘陵公園                        |
| 2018年 | 5月19日 | 新潟県   | 国営越後丘陵公園                        |
| 2018年 | 5月25日 | 山梨県   | 富士急ハイランド コニファーフォレスト   |
| 2018年 | 5月26日 | 山梨県   | 富士急ハイランド コニファーフォレスト   |
| 2018年 | 5月27日 | 山梨県   | 富士急ハイランド コニファーフォレスト   |
| 2018年 | 6月1日  | 山梨県   | 富士急ハイランド コニファーフォレスト   |
| 2018年 | 6月2日  | 山梨県   | 富士急ハイランド コニファーフォレスト   |
| 2018年 | 6月3日  | 山梨県   | 富士急ハイランド コニファーフォレスト   |
| 2018年 | 6月16日 | 宮城県   | 国営みちのく杜の湖畔公園北地区 風の草原 |
| 2018年 | 6月23日 | 北海道   | 国営滝野すずらん丘陵公園                |
| 2018年 | 6月24日 | 北海道   | 国営滝野すずらん丘陵公園                |

セットリスト
5月25日 富士急ハイランド コニファーフォレスト
1. インスタントラジオ
2. マーメイドラプソディー
3. Error
4. Love the warz -rearranged-
5. サザンカ
6. Hey Ho
7. ANTI-HERO
8. 深い森
9. RPG
10. Death Disco
11. MAGIC
12. 炎と森のカーニバル
13. Re:set
14. 白昼の夢
15. Monsoon Night
16. ラフレシア
17. スターゲイザー
18. スターライトパレード
19. Dragon Night
20. ピエロ（アンコール）
21. Fight Music（アンコール）

### Fafrotskies
ファンクラブツアー「Fafrotskies」（ファフロツキーズ）は、日本のバンド・SEKAI NO OWARIが、2018年11月から同年12月にかけて開催したファンクラブツアー。
バンド初のファンクラブツアー。ホールツアーとしては、HALL TOUR 2012「ENTERTAINMENT」より約6年ぶりのライブツアー。
ファンクラブ会員限定のライブであったため、詳しいライブの内容は公式に明かされていないが、Nakajin曰く「ファンクラブツアーだからこそできる内容」であったという。
公演内ではDJ LOVEが初めてドラムの演奏を披露した。また、メンバーが不定期で配信しているネットラジオ『CHAN'T SLEEP FANTASY NIGHT』特別版の収録が各公演で行われており、その模様はファンクラブ会員にのみ配信されている。
ツアーは全12会場で14公演行われた。バンドにとって沖縄県での公演は初であった。
| 公演日 | 公演日   | 都道府県 | 会場                                     |
| 年     | 月日     | 都道府県 | 会場                                     |
| ------ | -------- | -------- | ---------------------------------------- |
| 2018年 | 11月19日 | 神奈川県 | パシフィコ横浜 国立大ホール              |
| 2018年 | 11月20日 | 神奈川県 | パシフィコ横浜 国立大ホール              |
| 2018年 | 11月24日 | 石川県   | 本多の森ホール                           |
| 2018年 | 11月27日 | 大阪府   | オリックス劇場                           |
| 2018年 | 11月28日 | 大阪府   | オリックス劇場                           |
| 2018年 | 11月30日 | 北海道   | わくわくホリデーホール（札幌市民ホール） |
| 2018年 | 12月6日  | 香川県   | レクザムホール                           |
| 2018年 | 12月7日  | 広島県   | 広島文化学園HBGホール                    |
| 2018年 | 12月10日 | 愛知県   | センチュリーホール                       |
| 2018年 | 12月11日 | 静岡県   | 静岡市民文化会館大ホール                 |
| 2018年 | 12月14日 | 宮城県   | 仙台サンプラザホール                     |
| 2018年 | 12月19日 | 宮崎県   | メディキット県民文化センター 演劇ホール  |
| 2018年 | 12月20日 | 福岡県   | 福岡市民会館                             |
| 2018年 | 12月25日 | 沖縄県   | ミュージックタウン音市場                 |

セットリスト（11月20日 パシフィコ横浜 国立大ホール）
1. 青い太陽
2. ANTI-HERO
3. YOKOHAMA blues
4. TONIGHT
5. 天使と悪魔
6. 銀河街の悪夢
7. RPG
8. RAIN
9. yume
10. 花鳥風月
11. Silent Night
12. イルミネーション（アンコール）

## 2019年

### The Colors
TOUR 2019「The Colors」（ツアー・にーぜろいちきゅー・ザ・カラーズ）は、日本のバンド・SEKAI NO OWARIが、2019年4月から同年8月にかけて開催したツアー。また、2020年2月に発売したメジャー7作目（通算8作目）の映像作品。
ツアー「Fafrotskies」以来、約5か月ぶりのライブツアー。アルバム『Eye』『Lip』を引っ提げて行われた。
コンセプトは「監視社会の中、自分の色を見つけていく」。ステージセットに、メインステージには大量のブラウン管テレビのような四角のモニターや巨大なシャンデリアが、センターステージには檻を連想させるような巨大なビジョンが置かれた。
このライブでの演出、カメラのアングル、照明、衣装などはすべてメンバーが考えており、プロデューサーはいないという。また、公演が終わった直後に1曲ずつおさらいしながら、いつも1時間ほどミーティングをした。
このライブのセットリストは、事務所の会議室の床に曲名を書いたマグネットをならべ、メンバー全員で話し合いながらホワイトボードにマグネットを貼り付けて決めていった。
楽曲「Food」では、Fukaseがダンスを披露した。以前に行われた野外ツアー『INSOMNIA TRAIN』でダンスを披露した際にはバックダンサーがいたものの、一人でダンスを披露するのは初めてで、Fukaseはラジオ番組・セカオワLOCKS!で「力を抜いてやったとしても後ろのプロの方がパッと決めてくれれば、敢えて抜いてんのかな？って思わせられる」「でもそれが出来ないんですよ。1人しかいないから」と語った。
このツアーでは、普段の公演ではメンバーが演奏しない楽器を一部メンバーが演奏した。Fukaseは「ドッペルゲンガー」「スターゲイザー」「LOVE SONG」「蜜の月」でベースを演奏し、DJ LOVEはほとんどの楽曲においてドラムを演奏した。
さいたまスーパーアリーナで行われた公演で、Fukaseが花道から転落する事故があったが、外傷・体の異常はなく以降の公演も行われた。
本ツアーでは、長野公演を除く全公演で集合写真の撮影も行われ、メンバーのSNSなどに画像が投稿された。
ツアー期間中、バンドは解散の危機にあったと後に明かされている。FukaseとSaoriの間に軋轢が生まれたことがきっかけだったといい、Fukaseから夏に一度解散を切り出していてメンバーも承諾していたという。しかし、その後もツアーやフェス、ラジオやテレビなどへの出演などスケジュールが決まっており解散ができず、デビュー10周年に向けた制作などを通し元の関係に戻ったため解散は無くなったという。
ツアーは全国13会場で28公演行われた。
| 公演日 | 公演日  | 都道府県 | 会場                               |
| 年     | 月日    | 都道府県 | 会場                               |
| ------ | ------- | -------- | ---------------------------------- |
| 2019年 | 4月6日  | 長野県   | 長野ビッグハット                   |
| 2019年 | 4月7日  | 長野県   | 長野ビッグハット                   |
| 2019年 | 5月3日  | 広島県   | 広島グリーンアリーナ               |
| 2019年 | 5月4日  | 広島県   | 広島グリーンアリーナ               |
| 2019年 | 5月11日 | 宮城県   | 宮城セキスイハイムスーパーアリーナ |
| 2019年 | 5月12日 | 宮城県   | 宮城セキスイハイムスーパーアリーナ |
| 2019年 | 5月15日 | 大阪府   | 大阪城ホール                       |
| 2019年 | 5月16日 | 大阪府   | 大阪城ホール                       |
| 2019年 | 5月28日 | 兵庫県   | 神戸ワールド記念ホール             |
| 2019年 | 5月29日 | 兵庫県   | 神戸ワールド記念ホール             |
| 2019年 | 6月1日  | 福岡県   | マリンメッセ福岡                   |
| 2019年 | 6月2日  | 福岡県   | マリンメッセ福岡                   |
| 2019年 | 6月14日 | 北海道   | 真駒内セキスイハイムアイスアリーナ |
| 2019年 | 6月15日 | 北海道   | 真駒内セキスイハイムアイスアリーナ |
| 2019年 | 6月16日 | 北海道   | 真駒内セキスイハイムアイスアリーナ |
| 2019年 | 6月21日 | 埼玉県   | さいたまスーパーアリーナ           |
| 2019年 | 6月22日 | 埼玉県   | さいたまスーパーアリーナ           |
| 2019年 | 6月23日 | 埼玉県   | さいたまスーパーアリーナ           |
| 2019年 | 7月10日 | 徳島県   | アスティとくしま                   |
| 2019年 | 7月11日 | 徳島県   | アスティとくしま                   |
| 2019年 | 7月20日 | 新潟県   | 朱鷺メッセ                         |
| 2019年 | 7月21日 | 新潟県   | 朱鷺メッセ                         |
| 2019年 | 7月24日 | 千葉県   | 幕張メッセ                         |
| 2019年 | 7月25日 | 千葉県   | 幕張メッセ                         |
| 2019年 | 8月8日  | 静岡県   | 静岡エコパアリーナ                 |
| 2019年 | 8月9日  | 静岡県   | 静岡エコパアリーナ                 |
| 2019年 | 8月24日 | 三重県   | サンアリーナ                       |
| 2019年 | 8月25日 | 三重県   | サンアリーナ                       |

|     | 長野初日             | 長野2日目            | 広島                 | 宮城初日             | 宮城2日目            | 大阪                 | 兵庫初日             | 兵庫2日目            | 福岡                 | 北海道               | 埼玉                 | 徳島                 | 新潟                 | 千葉                 | 静岡                 | 三重                 |
| --- | -------------------- | -------------------- | -------------------- | -------------------- | -------------------- | -------------------- | -------------------- | -------------------- | -------------------- | -------------------- | -------------------- | -------------------- | -------------------- | -------------------- | -------------------- | -------------------- |
| 1   | Death Disco          | Death Disco          | Death Disco          | Death Disco          | Death Disco          | Death Disco          | Death Disco          | Death Disco          | Death Disco          | Death Disco          | Death Disco          | Death Disco          | Death Disco          | Death Disco          | Death Disco          | Death Disco          |
| 2   | Witch                | Witch                | Witch                | Witch                | Witch                | Witch                | LOVE SONG            | Witch                | Witch                | Witch                | Witch                | Witch                | Witch                | Witch                | Witch                | Witch                |
| 3   | 眠り姫               | 眠り姫               | 眠り姫               | 眠り姫               | 眠り姫               | 眠り姫               | 眠り姫               | 眠り姫               | 眠り姫               | 眠り姫               | 眠り姫               | 眠り姫               | 眠り姫               | 眠り姫               | 眠り姫               | 眠り姫               |
| 4   | Error                | Error                | Error                | Error                | Error                | Error                | Monsoon Night        | Monsoon Night        | Monsoon Night        | Monsoon Night        | Monsoon Night        | Monsoon Night        | Monsoon Night        | Monsoon Night        | Monsoon Night        | Monsoon Night        |
| 5   | Monsoon Night        | Monsoon Night        | Monsoon Night        | Monsoon Night        | Monsoon Night        | Monsoon Night        | ドッペルゲンガー     | ドッペルゲンガー     | ドッペルゲンガー     | ドッペルゲンガー     | ドッペルゲンガー     | ドッペルゲンガー     | ドッペルゲンガー     | ドッペルゲンガー     | ドッペルゲンガー     | ドッペルゲンガー     |
| 6   | ドッペルゲンガー     | ドッペルゲンガー     | ドッペルゲンガー     | ドッペルゲンガー     | ドッペルゲンガー     | ドッペルゲンガー     | Goodbye              | Goodbye              | Goodbye              | Goodbye              | Goodbye              | Goodbye              | Goodbye              | Goodbye              | Goodbye              | Goodbye              |
| 7   | Goodbye              | Goodbye              | Goodbye              | Goodbye              | Goodbye              | Goodbye              | Food                 | Food                 | Food                 | Food                 | Food                 | Food                 | Food                 | Food                 | Food                 | Food                 |
| 8   | Food                 | Food                 | Food                 | Food                 | Food                 | Food                 | Mr.Heartache         | Mr.Heartache         | Mr.Heartache         | Mr.Heartache         | Mr.Heartache         | Mr.Heartache         | Mr.Heartache         | Mr.Heartache         | Mr.Heartache         | Mr.Heartache         |
| 9   | Mr.Heartache         | Mr.Heartache         | Mr.Heartache         | Mr.Heartache         | Mr.Heartache         | Mr.Heartache         | illusion             | illusion             | illusion             | illusion             | illusion             | illusion             | illusion             | illusion             | illusion             | illusion             |
| 10  | illusion             | illusion             | illusion             | illusion             | illusion             | illusion             | スターゲイザー       | スターゲイザー       | スターゲイザー       | スターゲイザー       | スターゲイザー       | スターゲイザー       | スターゲイザー       | スターゲイザー       | スターゲイザー       | スターゲイザー       |
| 11  | スターゲイザー       | スターゲイザー       | スターゲイザー       | スターゲイザー       | スターゲイザー       | スターゲイザー       | Witch                | LOVE SONG            | LOVE SONG            | LOVE SONG            | LOVE SONG            | LOVE SONG            | LOVE SONG            | LOVE SONG            | LOVE SONG            | LOVE SONG            |
| 12  | LOVE SONG            | LOVE SONG            | LOVE SONG            | LOVE SONG            | LOVE SONG            | LOVE SONG            | Missing              | Missing              | Missing              | Missing              | Missing              | Missing              | Missing              | Missing              | Missing              | Missing              |
| 13  | Missing              | Missing              | Missing              | Missing              | Missing              | Missing              | 蜜の月               | 蜜の月               | 蜜の月               | 蜜の月               | 蜜の月               | 蜜の月               | 蜜の月               | 蜜の月               | 蜜の月               | 蜜の月               |
| 14  | 蜜の月               | 蜜の月               | 蜜の月               | YOKOHAMA blues       | 蜜の月               | 蜜の月               | Blue Flower          | Blue Flower          | Blue Flower          | Blue Flower          | Blue Flower          | Blue Flower          | Blue Flower          | Blue Flower          | Blue Flower          | Blue Flower          |
| 15  | Blue Flower          | Blue Flower          | Blue Flower          | Blue Flower          | Blue Flower          | Blue Flower          | エデン               | エデン               | エデン               | エデン               | エデン               | エデン               | エデン               | エデン               | エデン               | エデン               |
| 16  | エデン               | エデン               | エデン               | エデン               | エデン               | エデン               | MAGIC                | MAGIC                | MAGIC                | MAGIC                | MAGIC                | MAGIC                | MAGIC                | MAGIC                | MAGIC                | MAGIC                |
| 17  | スターライトパレード | スターライトパレード | RPG                  | RPG                  | RPG                  | RPG                  | スターライトパレード | スターライトパレード | スターライトパレード | スターライトパレード | スターライトパレード | スターライトパレード | スターライトパレード | スターライトパレード | スターライトパレード | スターライトパレード |
| EN1 | Dragon Night         | Dragon Night         | スターライトパレード | スターライトパレード | スターライトパレード | スターライトパレード | Dragon Night         | Dragon Night         | Dragon Night         | Dragon Night         | Dragon Night         | Dragon Night         | Dragon Night         | Dragon Night         | Dragon Night         | Dragon Night         |
| EN2 | すべてが壊れた夜に   | RPG                  | Dragon Night         | Dragon Night         | Dragon Night         | Dragon Night         | 死の魔法             | 死の魔法             | 銀河街の悪夢         | 銀河街の悪夢         | 銀河街の悪夢         | 銀河街の悪夢         | 銀河街の悪夢         | 銀河街の悪夢         | 銀河街の悪夢         | 銀河街の悪夢         |
| EN3 |                      | すべてが壊れた夜に   | すべてが壊れた夜に   | すべてが壊れた夜に   | すべてが壊れた夜に   | すべてが壊れた夜に   | すべてが壊れた夜に   | すべてが壊れた夜に   | すべてが壊れた夜に   | すべてが壊れた夜に   | すべてが壊れた夜に   | すべてが壊れた夜に   | すべてが壊れた夜に   | すべてが壊れた夜に   | すべてが壊れた夜に   | すべてが壊れた夜に   |

#### ライブ・ビデオ『The Colors』
2020年2月5日に、このツアーを収録した映像作品『The Colors』がリリースされた。
前作『Tarkus』から約1年11ヶ月ぶりの映像作品で、7月25日の幕張メッセ・国際展示場4〜6ホールでの公演模様が全編収録されているほか、特典として『SEKAI NO OWARI TOUR 2019「The Colors」ASIA』から「RAIN」の映像とアジアツアーのドキュメンタリーが収録されている。また、メンバーによるオーディオコメンタリーも収録されている。
DVDとBlu-ray Discの2形態で発売され、両盤共通でツアー写真が掲載されたフォトブックが同梱された。
| 形態   | 規格    | 規格品番   |
| ------ | ------- | ---------- |
| 通常盤 | Blu-ray | TFXQ-78178 |
| 通常盤 | DVD     | TFBQ-18220 |

また、2020年1月5日までに予約を行うことで早期予約特典のB3ポスターが同梱されたほか、各CDショップ・インターネット販売サイトで購入すると、購入者特典のグッズが付属した。内容は以下の通り。
- TOY'S STORE オリジナル特典：「The Colors」ポストカードセット（全8種）
- Amazon.co.jp オリジナル特典：「The Colors」ステッカー
- その他全国CDショップ・ネットショッピングサイト共通購入特典：「The Colors」B5クリアファイル

収録内容
1. Death Disco
2. Witch
3. 眠り姫
4. Monsoon Night
5. ドッペルゲンガー
6. Goodbye
7. Food
8. Mr.Heartache
9. illusion
10. スターゲイザー
11. LOVE SONG
12. Missing
13. 蜜の月
14. Blue Flower
15. エデン
16. MAGIC
17. スターライトパレード
18. Dragon Night
19. 銀河街の悪夢
20. すべてが壊れた夜に

### TOUR 2019「The Colors」ASIA
「TOUR 2019「The Colors」ASIA」（ツアー・にーぜろいちきゅー・ザ・カラーズ・アジア）は、日本のバンド・SEKAI NO OWARIが、2019年10月から同年11月にかけて開催したアジアツアー。
基本的な演出は国内で行われたツアー「The Colors」と大差ないが、会場の大きさなどの関係によりステージセットや演出、セットリストなどに多少の変更があった。

#### 香港公演の中止
11月13日に予定されていた香港公演は、公共交通機関の状況が整わない事、来場者の安全を最優先に考え中止となった。
当時の香港では、民主派と機動隊による激しいデモ（2019年-2020年香港民主化デモ）が収束しておらず、現地情勢が悪化していた現状を鑑みて判断された。
メンバーであるSaoriは同月21日、Xを更新し「当日の早朝に情勢が急変、交通機関の運行がストップしました。お客様の安全を最優先に、やむを得ず中止になりました」と理由を説明。「当日の朝、私たちも香港に着いていたので、中止の知らせを受けた時は本当に残念でしたが。。また必ず」とつづった。
ツアーは全国4会場で4公演行われた。
| 公演日 | 公演日   | 開催地 | 会場                       | 備考               |
| 年     | 月日     | 開催地 | 会場                       | 備考               |
| ------ | -------- | ------ | -------------------------- | ------------------ |
| 2019年 | 10月11日 | 台湾   | 台北国際会議中心           |                    |
| 2019年 | 11月2日  | 韓国   | ソウルオリンピックホール   |                    |
| 2019年 | 11月13日 | 香港   | 九龍湾国際展貿中心         | 中止（詳細は上述） |
| 2019年 | 11月16日 | 中国   | メルセデス・ベンツアリーナ |                    |
| 2019年 | 11月18日 | 中国   | 北京展覧館劇場             |                    |

セットリスト
1. Death Disco
2. Witch
3. 眠り姫
4. Monsoon Night
5. Goodbye
6. Food
7. illusion
8. Mr.Heartache
9. Lost
10. スターゲイザー
11. RAIN
12. 蜜の月
13. MAGIC
14. スターライトパレード（アンコール）
15. 銀河街の悪夢（アンコール）
16. すべてが壊れた夜に（アンコール）

## 2020年

### DOME TOUR 2020「Du Gara Di Du」
DOME TOUR 2020「Du Gara Di Du」（ドーム・ツアー・にーぜろにーぜろ・ドゥ・ガラ・ディ・ドゥ）は、日本のバンド・SEKAI NO OWARIが2020年9月に開催する予定であったドームツアー。
2019年夏にツアーの開催が決定し、初の東京ドームでの公演が決まった。同年11月に放送された、「日テレ系音楽の祭典 ベストアーティスト」にて、デビュー10周年を記念したドームツアーを翌年の9月に開催することを発表。
しかし、日本全国において発生した新型コロナウイルス感染症の流行の影響により、「10周年は翌年に持ち越す」として全公演が中止となった。中止の発表は、Fukaseの提案によりメンバーによるリモートでのLINE LIVEを使用した生配信で行われた。中止によりチケットの払い戻しが行われたほか、払い戻しに代わるツアーグッズとの引き換えサービスも行われた。
ツアーの内容については明かされていないが、FukaseがXに投稿した内容によるとコンセプトの原点はディズニーランドであったというほか、Saori曰く新しい試みを取り入れた公演となる予定だったという。東京・福岡の両ドームでの公演は今回が初めてとなるはずであった。
ツアーは全国4会場で5公演行われる予定であった。
| 公演日 | 公演日  | 都道府県 | 会場                    |
| 年     | 月日    | 都道府県 | 会場                    |
| ------ | ------- | -------- | ----------------------- |
| 2020年 | 9月5日  | 福岡県   | 福岡PayPayドーム        |
| 2020年 | 9月9日  | 東京都   | 東京ドーム              |
| 2020年 | 9月10日 | 東京都   | 東京ドーム              |
| 2020年 | 9月13日 | 愛知県   | バンテリンドーム ナゴヤ |
| 2020年 | 9月17日 | 大阪府   | 京セラドーム大阪        |

## 2021年

### Tour 2021-2022「BLUE PLANET ORCHESTRA」
Tour 2021-2022「BLUE PLANET ORCHESTRA」（ツアー・にーぜろにーいち・にーぜろにーにー・ブルー・プラネット・オーケストラ）は、日本のバンド・SEKAI NO OWARIが、2021年11月から2022年3月にかけて開催したアリーナツアー。また、2022年8月に発売したメジャー8作目（通算9作目）の映像作品。
ツアー「The Colors」より約2年ぶりのライブツアー。デビュー10周年を記念して開催された。
披露された曲はすべて新たにオーケストラアレンジされ、14人のオーケストラをバックに演奏された。また、Fukaseは初めてヘッドセットマイクを使用して歌唱した。
Fukaseは一人で海外で行われたイベントに出演し、帰国後には新型コロナウイルス感染症の流行の影響で隔離措置が取られていたため、公演のリハーサルには一時期リモートで参加していたという。なお、基本的にリモートでは音に遅延がありリハーサルに使用することが不可能であるが、日本であまり使用されていないというシステムを使用し極めて低遅延な状況でリハーサルを行ったのだという。
ツアーは全国7会場で14公演行われた。
| 公演日 | 公演日   | 都道府県 | 会場                           |
| 年     | 月日     | 都道府県 | 会場                           |
| ------ | -------- | -------- | ------------------------------ |
| 2021年 | 11月13日 | 宮城県   | セキスイハイムスーパーアリーナ |
| 2021年 | 11月14日 | 宮城県   | セキスイハイムスーパーアリーナ |
| 2021年 | 11月20日 | 神奈川県 | ぴあアリーナMM                 |
| 2021年 | 11月21日 | 神奈川県 | ぴあアリーナMM                 |
| 2021年 | 12月11日 | 福岡県   | マリンメッセ福岡 A館           |
| 2021年 | 12月12日 | 福岡県   | マリンメッセ福岡 A館           |
| 2022年 | 1月10日  | 大阪府   | 大阪城ホール                   |
| 2022年 | 1月11日  | 大阪府   | 大阪城ホール                   |
| 2022年 | 1月19日  | 東京都   | 国立代々木競技場第一体育館     |
| 2022年 | 1月20日  | 東京都   | 国立代々木競技場第一体育館     |
| 2022年 | 2月10日  | 愛知県   | 日本ガイシホール               |
| 2022年 | 2月11日  | 愛知県   | 日本ガイシホール               |
| 2022年 | 3月30日  | 埼玉県   | さいたまスーパーアリーナ       |
| 2022年 | 3月31日  | 埼玉県   | さいたまスーパーアリーナ       |

セットリスト
1. BLUE PLANET
2. 幻の命
3. 虹色の戦争
4. 眠り姫
5. スターライトパレード
6. Love the warz -rearranged-
7. Fight Music
8. Death Disco
9. Dragon Night
10. 炎と森のカーニバル
11. YOKOHAMA blues
12. RAIN
13. Hey Ho
14. SOS
15. Monsoon Night
16. 陽炎
17. silent
18. tears
19. バードマン（アンコール）
20. Diary（アンコール）
21. RPG（アンコール）

#### ライブ・ビデオ『BLUE PLANET ORCHESTRA』
2022年8月10日に、このツアーを収録した映像作品『BLUE PLANET ORCHESTRA』がリリースされた。
前作『The Colors』から約2年6ヶ月ぶりの映像作品で、1月20日の国立代々木競技場第一体育館での公演模様が収録されている。また、メンバーによる副音声も収録されている。
DVDとBlu-ray Discの「通常盤」、Blu-rayのみの「初回生産限定デラックス盤」の3形態で発売され、通常版にはツアー写真が掲載されたフォトブックが、デラックス版にはデラックス版のためにスタジオで撮影された写真やツアー写真が掲載されたフォトブックに加え、ライブ序曲『BLUE PLANET』のピアノ譜面、ステッカーシート2枚が同梱された。
| 形態                     | 規格        | 規格品番   |
| ------------------------ | ----------- | ---------- |
| 通常盤                   | Blu-ray     | TYXT-10061 |
| 通常盤                   | DVD         | TYBT-10075 |
| 初回生産限定デラックス盤 | Blu-ray+2CD | TYXT-19024 |

収録内容
1. BLUE PLANET
2. 幻の命
3. 虹色の戦争
4. 眠り姫
5. スターライトパレード
6. Love the warz
7. Fight Music
8. Death Disco
9. Dragon Night
10. 炎と森のカーニバル
11. YOKOHAMA blues
12. RAIN
13. Hey Ho
14. SOS
15. Monsoon Night
16. 陽炎
17. silent
18. tears
19. バードマン
20. Diary
21. RPG

## 2022年

### DOME TOUR 2022「Du Gara Di Du」
DOME TOUR 2022「Du Gara Di Du」（ドーム・ツアー・にーぜろにーにー・ドゥ・ガラ・ディ・ドゥ）は、日本のバンド・SEKAI NO OWARIが、2022年8月から同年10月にかけて開催したドームツアー。また、2023年1月に発売したメジャー9作目（通算10作目）の映像作品。
ツアー「BLUE PLANET ORCHESTRA」より約4か月ぶり、ドームツアーとしては「Tarkus」より約5年ぶりのライブツアー。バンドにとって、4大ドームツアーは初となった。
ツアータイトルは、2020年に開催予定であったが、新型コロナウイルス感染症の世界的流行につき開催が中止となったドームツアーと同じ名前である。メンバー曰く、今回のツアーには2020年に開催予定だったツアーを参考にした演出もあるという。
コンセプトは「100年後の未来からみた2022年」。新型コロナウイルス感染症の感染予防のために設けられた、マスク着用・声出し禁止などのルールもすべて「100年前の世界のマナーに合わせる」という演出として取り入れられた。
セットは巨大な遊園地がモチーフで、約1万5000個の電球を使用した観覧車やジェットコースター、メリーゴーランドなどがステージ上に設置された。メンバー曰く、電球の数が多いためステージ上がものすごく暑かったという。
このツアーでは、メインキャラクターでトラの「ガルル」とパートナーの「グルル」がライブの進行役を務め、他にも20種類のキャラクターが登場し、それぞれのキャラクター名が座席のブロック名として使用された。なお、ガルルの声優は山寺宏一が務めている。
公演の本編は「禁じられた言葉たち」「眠れるプラスチック」「カラフルスクリーム」「Love Herstory」「見ちゃダメ」「止まらない時計」のセクションに分けられ、それぞれセクションに入る前に「ガルル」と「グルル」がMCを行った。
公演では、NakajinとFukaseが「ラフレシア」で、Fukaseが「Habit」でダンスを披露した。「ラフレシア」でのダンスは当初Fukaseのみが踊る予定だったが、「踊らなさそうな人が踊ったら面白い」と考え披露することを決意したという。
ツアーは全国4会場で5公演行われた。
| 公演日 | 公演日   | 都道府県 | 会場                    |
| 年     | 月日     | 都道府県 | 会場                    |
| ------ | -------- | -------- | ----------------------- |
| 2022年 | 8月14日  | 愛知県   | バンテリンドーム ナゴヤ |
| 2022年 | 9月3日   | 大阪府   | 京セラドーム大阪        |
| 2022年 | 9月14日  | 東京都   | 東京ドーム              |
| 2022年 | 9月15日  | 東京都   | 東京ドーム              |
| 2022年 | 10月23日 | 福岡県   | 福岡PayPayドーム        |

セットリスト
1. RPG
2. ファンタジー
3. RAIN
4. Witch
5. 天使と悪魔
6. Like a scent
7. 深い森
8. 虹色の戦争
9. 周波数
10. silent
11. 不死鳥
12. umbrella
13. 炎の戦士
14. illusion
15. Eve
16. ラフレシア
17. スターゲイザー
18. スターライトパレード
19. Habit（アンコール）
20. Dragon Night（アンコール）

#### ライブ・ビデオ『Du Gara Di Du』
2023年1月25日に、このツアーを収録した映像作品『Du Gara Di Du』がリリースされた。
前作『BLUE PLANET ORCHESTRA』から約5ヶ月ぶりの映像作品で、9月15日の東京ドームでの公演模様が収録されている。また、メンバーによる副音声も収録されている。
DVDとBlu-ray Discの「通常版」、Blu-rayのみの「完全数量限定デラックスBOX盤」の3形態で発売され、通常版にはツアー写真が掲載されたフォトブックが、デラックス版には通常版とは異なるフォトブックや、ステージジオラマ・アクリルスタンドセット、キャラクター・ステッカーシートが同梱された。
| 形態                        | 規格        | 規格品番   |
| --------------------------- | ----------- | ---------- |
| 通常盤                      | Blu-ray     | TYXT-10062 |
| 通常盤                      | DVD         | TYBT-10076 |
| 完全数量限定デラックスBOX盤 | Blu-ray+2CD | TYXT-19025 |

各CDショップ・インターネット販売サイトで購入すると、購入者特典のグッズが付属した。内容は以下の通り。
- UNIVERSAL MUSIC STORE：マルチケース
- TOWER RECORDS：クリアファイル

- HMV：クリアファイル
- TSUTAYA RECORDS：ポスター
- Amazon.co.jp：クリアポスター
- 楽天ブックス：アクリルコースター
- セブンネットショッピング：ホログラムステッカー

- 全国CDショップ・インターネット販売サイト共通特典：ポストカード

収録内容
1. RPG
2. ファンタジー
3. RAIN
4. Witch
5. 天使と悪魔
6. Like a scent
7. 深い森
8. 虹色の戦争
9. 周波数
10. silent
11. 不死鳥
12. umbrella
13. 炎の戦士
14. illusion
15. Eve
16. ラフレシア
17. スターゲイザー
18. スターライトパレード
19. Habit
20. Dragon Night
21. Finale of Du Gara Di Du

## 2023年

### FANCLUB TOUR 2023「Fafrotskies 〜The Fan〜」
FANCLUB TOUR 2023「Fafrotskies ~The Fan~」（ファンクラブ・ツアー・にーぜろにーさん・ファフロツキーズ・ザ・ファン）は、日本のバンド・SEKAI NO OWARIが、2023年1月から同年3月にかけて開催したファンクラブ会員限定ツアー。
ツアー「Du Gara Di Du」より約3か月ぶり、ファンクラブツアーとしては「Fafrotskies」より約4年ぶりのライブツアー。
コンセプトは挑戦的なツアーだといい、メンバーは設定に基づき演技に挑戦した。このコンセプトはFukaseが発案したが、Saoriは演技したくないと猛反対したという。しかし、Nakajinも演出にこだわりSaoriを説得したことで実現したという。メンバー曰く、過去最高にクセが強いツアーだった。
バンドの「大ファン」を自称する男がメンバーを会場に監禁し、そのファンの要求に従ってライブを行うという演出。全員のメンバーに歌うことを要求し、SaoriはFukaseとのデュエットという形で「陽炎」を、Nakajinは「TONIGHT」を、DJ LOVEはライブ「Twilight City」の企画で披露した「逆襲のピエロ」を披露した。
会場では、モバイルファンクラブ「S.N.O.W.S」のコンテンツ「Saoriの絵日記」の特別編や、ペーパーファンクラブ「R.A.I.N.S」の企画「Fukase’s Closet」の特別編、Nakajinの楽器展示などの企画が行われた。
東京ドームシティホールで行われた公演のうち、3月30日・31日の公演では楽曲「family」のゲストボーカルとして参加しているFukaseの2人の妹（まな・もえ）がシークレットゲストとして出演し、同楽曲をFukase含め3名で披露した。
2022年に行われたドームツアー「Du Gara Di Du」の最終公演にて、このツアーの開催が予告された。ドームツアーの期間中にもこのツアーについての打ち合わせが進んでいたという。
ツアーは、全国13会場で20公演行われた。
| 公演日 | 公演日  | 都道府県 | 会場                                |
| 年     | 月日    | 都道府県 | 会場                                |
| ------ | ------- | -------- | ----------------------------------- |
| 2023年 | 1月26日 | 広島県   | 上野学園ホール                      |
| 2023年 | 1月27日 | 福岡県   | 福岡サンパレス                      |
| 2023年 | 2月1日  | 大阪府   | フェスティバルホール                |
| 2023年 | 2月2日  | 大阪府   | フェスティバルホール                |
| 2023年 | 2月8日  | 神奈川県 | パシフィコ横浜 国立大ホール         |
| 2023年 | 2月9日  | 神奈川県 | パシフィコ横浜 国立大ホール         |
| 2023年 | 2月12日 | 長野県   | キッセイ文化ホール                  |
| 2023年 | 2月17日 | 香川県   | レクザムホール                      |
| 2023年 | 2月23日 | 静岡県   | アクトシティ浜松 大ホール           |
| 2023年 | 2月27日 | 愛知県   | 名古屋国際会議場 センチュリーホール |
| 2023年 | 2月28日 | 愛知県   | 名古屋国際会議場 センチュリーホール |
| 2023年 | 3月3日  | 宮城県   | 仙台サンプラザホール                |
| 2023年 | 3月10日 | 北海道   | 札幌文化芸術劇場 hitaru             |
| 2023年 | 3月13日 | 大阪府   | フェスティバルホール                |
| 2023年 | 3月14日 | 大阪府   | フェスティバルホール                |
| 2023年 | 3月16日 | 大分県   | J:COM ホルトホール大分              |
| 2023年 | 3月21日 | 福島県   | けんしん郡山文化センター            |
| 2023年 | 3月29日 | 東京都   | 東京ドームシティホール              |
| 2023年 | 3月30日 | 東京都   | 東京ドームシティホール              |
| 2023年 | 3月31日 | 東京都   | 東京ドームシティホール              |

セットリスト
1. 青い太陽
2. Death Disco
3. Error
4. Fight Music
5. サザンカ
6. yume
7. 陽炎
8. MAGIC
9. Habit
10. TONIGHT
11. 逆襲のピエロ
12. family
13. インスタントラジオ
14. アースチャイルド（アンコール）

### ZEPP TOUR 2023「Terminal」
ZEPP TOUR 2023「Terminal」（ゼップ・ツアー・にーぜろにーさん・ターミナル）は、日本のバンド・SEKAI NO OWARIが、2023年9月から同年11月にかけて開催したライブハウス・Zeppツアー。
ツアー「Fafrotskies ~The Fan~」より約6か月ぶり、ライブハウスツアーとしては「ZEPP TOUR 2012「ENTERTAINMENT」」より約11年ぶりのライブツアーで、メンバーでお酒を飲みながら開催を決めたという。
アリーナやドーム規模の会場と異なり音の反響が少なかったといい、メンバー曰く「音がクリアに聞こえて、リハーサルスタジオと同じようでやりやすかった」という。また、同規模の会場と比べ会場の大きさが小さく、シンプルなセット・演出となったが、Fukaseは「少人数の飲み会みたいな感じで楽しい」とコメントした。
初日のリハーサルの前には、元アスリートの人にトレーニングをやってもらったNakajinが倒れ込んで立てなくなるハプニングが発生したという。
9月に行われた初回公演にて、2024年にアルバム『Nautilus』を発売すること、アリーナツアーを開催することを発表した。また、11月に行われた最終公演では、TBSチャンネル1で本公演の映像が本編ノーカットで放送されることが発表され、それに伴い撮影が行われた。
2024年3月13日にリリースされた、アルバム『Nautilus』初回限定盤の特典DVD・Blu-ray Discに「SEKAI NO OWARI ZEPP TOUR 2023「Terminal」2023.11.13 in Zepp Haneda (TOKYO)」として、11月13日のZepp Hanedaでの公演模様が全編収録されている。また、完全数量限定デラックス盤には同公演のライブ音源を収録したCDが付属している。
ツアーは全国8会場で16公演行われた。追加公演となった日程は★印で示す。
| 公演日 | 公演日    | 都道府県 | 会場                   | 備考                            |
| 年     | 月日      | 都道府県 | 会場                   | 備考                            |
| ------ | --------- | -------- | ---------------------- | ------------------------------- |
| 2023年 | 9月20日   | 神奈川県 | KT Zepp Yokohama       | -                               |
| 2023年 | 9月21日   | 神奈川県 | KT Zepp Yokohama       | -                               |
| 2023年 | 9月26日   | 愛知県   | Zepp Nagoya            | -                               |
| 2023年 | 9月27日   | 愛知県   | Zepp Nagoya            | -                               |
| 2023年 | 10月3日   | 大阪府   | Zepp Osaka Bayside     | -                               |
| 2023年 | 10月4日   | 大阪府   | Zepp Osaka Bayside     | -                               |
| 2023年 | 10月10日  | 福岡県   | Zepp Fukuoka           | -                               |
| 2023年 | 10月11日  | 福岡県   | Zepp Fukuoka           | -                               |
| 2023年 | 10月16日  | 東京都   | Zepp DiverCity (TOKYO) | -                               |
| 2023年 | 10月17日  | 東京都   | Zepp DiverCity (TOKYO) | -                               |
| 2023年 | 10月24日  | 北海道   | Zepp Sapporo           | -                               |
| 2023年 | 10月25日  | 北海道   | Zepp Sapporo           | -                               |
| 2023年 | 10月30日  | 大阪府   | Zepp Osaka Bayside     | -                               |
| 2023年 | 10月31日  | 大阪府   | Zepp Osaka Bayside     | -                               |
| 2023年 | 11月7日   | 東京都   | Zepp Haneda (TOKYO)    | -                               |
| 2023年 | 11月13日★ | 東京都   | Zepp Haneda (TOKYO)    | 備考 ファンクラブ会員限定公演。 |

セットリスト
1. ムーンライトステーション
2. 虹色の戦争
3. Witch
4. 周波数
5. ターコイズ
6. Like a scent
7. 向日葵
8. 幻の命
9. Fight Music
10. silent
11. ドッペルゲンガー
12. Habit
13. タイムマシン
14. 銀河街の悪夢
15. Dropout
16. Dragon Night
17. すべてが壊れた夜に（アンコール）
18. MAGIC（アンコール）

## 2024年

### ARENA TOUR 2024「深海」
ARENA TOUR 2024「深海」（アリーナ・ツアー・にーぜろにーよん・しんかい）は、日本のバンド・SEKAI NO OWARIが2024年3月から同年8月にかけて開催したアリーナツアー。また、2024年12月に発売したメジャー10作目（通算11作目）の映像作品。
ツアー「Terminal」より、約4か月ぶりのライブツアー。バンド史上最大規模のアリーナツアーで、約35万人を動員した。
このツアーは、アルバム『Nautilus』を引っ提げた形で行われたが、アルバム収録曲をメインで披露するのでなく新旧含めた様々な曲を披露した。「深海のナイトクラブ」がモチーフとなっており、ステージ上には巨大なミラーボールが吊られ、客席の頭上には深海生物のような巨大バルーンが浮遊していた。また、一般的なコンサートで使用される量を超える大量の照明機材を使用し、豪華なライティング演出が行われた。
アリーナ規模のライブでは、コンセプトをもとにした演出が中心となりMCは少なめであることが多いが、今回の公演では例外的にMCが多く取り入れられたという。また、新たな試みとしてFukaseの強い希望により、管楽器の10人のホーン隊とツアーを回った。
会場では、初の試みとしてグッズ販売アプリを通して事前にグッズを購入することで会場受取ができるサービスや、会場内にいることで同アプリを通し1回800円のランダムガチャができるサービスなどが行われた。
コロナ禍の影響で、野外ツアー「INSOMNIA TRAIN」以降銀テープなどの演出が行われていなかったが、モチーフがナイトクラブであったことを考慮して紙吹雪や銀テープの演出が約6年ぶりに行われた。なお、さいたまスーパーアリーナで行われた公演では空調の関係上、ステージ側に大量の紙吹雪が飛んでくるハプニングが発生した。
2023年に行われたツアー「Terminal」の初回公演で、このツアーの開催が予告された。
2024年1月、ツアータイトル及びビジュアルを公開し、さらに追加公演を国⽴代々⽊競技場 第⼀体育館、さいたまスーパーアリーナ、大阪城ホールにて行うことを発表した。
同年2月、グッズの発表と同時に、初の試みとなるグッズ販売アプリを配信をスタート。ランダムガチャの開催や、ファンクラブ会員限定で来場者プレゼントの配布を発表した。
同年8月に行われたファイナル公演にて、TBSチャンネル1で本公演の映像が放送されることが発表され、それに伴い撮影が行われた。
同年12月、ツアーを収録した映像作品『深海』がリリースされた。詳細は後述。
ツアーは全国15会場で33公演行われた。追加公演となった日程は★印で示す。
| 公演日 | 公演日   | 都道府県 | 会場                                                            |
| 年     | 月日     | 都道府県 | 会場                                                            |
| ------ | -------- | -------- | --------------------------------------------------------------- |
| 2024年 | 3月16日  | 宮城県   | 宮城県総合運動公園総合体育館 （セキスイハイムスーパーアリーナ） |
| 2024年 | 3月17日  | 宮城県   | 宮城県総合運動公園総合体育館 （セキスイハイムスーパーアリーナ） |
| 2024年 | 3月30日  | 新潟県   | 朱鷺メッセ                                                      |
| 2024年 | 3月31日  | 新潟県   | 朱鷺メッセ                                                      |
| 2024年 | 4月6日   | 静岡県   | 静岡県小笠山総合運動公園アリーナ （エコパアリーナ）             |
| 2024年 | 4月7日   | 静岡県   | 静岡県小笠山総合運動公園アリーナ （エコパアリーナ）             |
| 2024年 | 4月13日  | 広島県   | 広島グリーンアリーナ                                            |
| 2024年 | 4月14日  | 広島県   | 広島グリーンアリーナ                                            |
| 2024年 | 4月20日  | 福井県   | サンドーム福井                                                  |
| 2024年 | 4月21日  | 福井県   | サンドーム福井                                                  |
| 2024年 | 4月27日  | 北海道   | 北海道立総合体育センター 北海きたえーる                         |
| 2024年 | 4月28日  | 北海道   | 北海道立総合体育センター 北海きたえーる                         |
| 2024年 | 5月5日★  | 東京都   | 国⽴代々⽊競技場 第⼀体育館                                     |
| 2024年 | 5月6日★  | 東京都   | 国⽴代々⽊競技場 第⼀体育館                                     |
| 2024年 | 5月11日  | 福岡県   | マリンメッセ福岡                                                |
| 2024年 | 5月12日  | 福岡県   | マリンメッセ福岡                                                |
| 2024年 | 6月1日★  | 埼玉県   | さいたまスーパーアリーナ                                        |
| 2024年 | 6月2日★  | 埼玉県   | さいたまスーパーアリーナ                                        |
| 2024年 | 6月8日   | 長野県   | 長野ビッグハット                                                |
| 2024年 | 6月9日   | 長野県   | 長野ビッグハット                                                |
| 2024年 | 6月12日  | 大阪府   | 大阪城ホール                                                    |
| 2024年 | 6月13日  | 大阪府   | 大阪城ホール                                                    |
| 2024年 | 6月22日  | 兵庫県   | ワールド記念ホール                                              |
| 2024年 | 6月23日  | 兵庫県   | ワールド記念ホール                                              |
| 2024年 | 7月12日  | 愛知県   | ポートメッセなごや                                              |
| 2024年 | 7月13日  | 愛知県   | ポートメッセなごや                                              |
| 2024年 | 7月17日★ | 大阪府   | 大阪城ホール                                                    |
| 2024年 | 7月18日★ | 大阪府   | 大阪城ホール                                                    |
| 2024年 | 7月25日  | 徳島県   | アスティとくしま                                                |
| 2024年 | 7月26日  | 徳島県   | アスティとくしま                                                |
| 2024年 | 8月10日  | 神奈川県 | Kアリーナ横浜                                                   |
| 2024年 | 8月11日  | 神奈川県 | Kアリーナ横浜                                                   |
| 2024年 | 8月12日  | 神奈川県 | Kアリーナ横浜                                                   |

セットリスト
1. マーメイドラプソディー
2. Death Disco
3. スノーマジックファンタジー
4. 眠り姫
5. Fight Music
6. サザンカ
7. 深海魚
8. Hey Ho
9. Dragon Night
10. タイムマシン
11. Love the warz -rearranged-
12. Goodbye / 正夢（日替わり）
13. Monsoon Night
14. RPG
15. Dropout
16. スターゲイザー
17. 最高到達点
18. Habit
19. スターライトパレード（アンコール）
20. インスタントラジオ（アンコール）

#### ライブ・ビデオ『深海』
2024年12月18日に、このツアーを収録した映像作品『深海』がリリースされた。
前作『Du Gara Di Du』から約2年ぶりの映像作品で、8月12日のKアリーナ横浜での公演模様が収録されている。また、メンバーによる副音声も収録されている。
本作では、Blu-rayのみ通常のステレオ音声に加え、初の試みとなる立体音響技術ドルビーアトモス仕様を搭載した。
DVDとBlu-ray Discの「通常盤」、Blu-rayのみの「完全数量限定デラックスBOX盤」の3形態で発売され、通常盤にはツアー写真が掲載されたフォトブックが、デラックス版には通常盤とは異なるフォトブックや、ライブ音源を収録したCD、ステージジオラマ・アクリルスタンドセット、キャラクター・ステッカーシートが同梱された。
| 形態                        | 規格        | 規格品番   |
| --------------------------- | ----------- | ---------- |
| 通常盤                      | Blu-ray     | TYXT-10075 |
| 通常盤                      | DVD         | TYBT-10093 |
| 完全数量限定デラックスBOX盤 | Blu-ray+2CD | TYXT-19040 |

各CDショップ・インターネット販売サイトで購入すると、購入者特典のグッズが付属した。内容は以下の通り。
- UNIVERSAL MUSIC STORE：アクリルキーホルダー
- TOWER RECORDS：缶バッジ
- HMV：ステッカー
- TSUTAYA RECORDS：ポスター
- Amazon.co.jp：ラバーコースター
- 楽天ブックス：スマホショルダー
- セブンネットショッピング：布ポーチ
- 全国CDショップ・インターネット販売サイト共通特典：ポストカード

収録内容
1. OPENING
2. マーメイドラプソディー
3. Death Disco
4. スノーマジックファンタジー
5. 眠り姫
6. Fight Music
7. サザンカ
8. 深海魚
9. Hey Ho
10. Dragon Night
11. タイムマシン
12. Love the warz
13. Goodbye
14. Monsoon Night
15. RPG
16. Dropout
17. スターゲイザー
18. 最高到達点
19. Habit
20. スターライトパレード
21. インスタントラジオ
22. ENDING

## 2025年

### FANCLUB TOUR 2025「INSTANT RADIO」
FANCLUB TOUR 2025「INSTANT RADIO」（ファンクラブ・ツアー・にーぜろにーごー・インスタント・ラジオ）は、日本のバンド・SEKAI NO OWARIが2025年5月から同年7月にかけて開催したファンクラブ会員限定Zeppツアー。
ツアー「深海」より約1年ぶり、ファンクラブツアーとしては「Fafrotskies 〜The Fan〜」より約2年ぶり、Zeppツアーとしては「Terminal」より約2年ぶりのライブツアーとなった。
メンバー曰く、「また新たな試みに挑戦するツアー」「前回のファンクラブツアーよりも面白いもの」であるという。
ツアーは「ラジオ」をテーマに行われた。MCパートはFukaseが司会を務めるラジオ番組「INSTANT RADIO」の放送内という設定となっており、全公演でMCの模様がYouTube上にインターネットラジオという形式で生配信された。また、ツアーの特設サイトから「確信」と「SEKAI NO OWARIのイメージ」の2つのテーマのメッセージが募集された。
会場では、入場者にオリジナルの紙チケットが特典として配布されたほか、モバイルファンクラブ「S.N.O.W.S」とペーパーファンクラブ「R.A.I.N.S」の双方でコンテンツの交換企画が行われた。
メンバーの「世界観を構築しよう」という考えにより、会場内の入場・退場時の背景音楽はオリジナルの楽曲が作られており、川口大輔が制作を担当している。また、会場内のアナウンス（オープニング・エンディング）はサッシャが担当している。
Fukase以外のメンバーがMCパートに登場した後は必ず歌を披露するという設定が設けられ、Saoriは「PLAY」を、Nakajinは自身がILLITに楽曲提供した「Almond Chocolate」をカバー、DJ LOVEは以前から披露している「逆襲のピエロ」の続編という新曲を披露した。
アンコールでは「Fight Music」か「最高到達点」のどちらか聞きたい楽曲を観客たちが選び、人気であった方を披露するという形となったが全公演で「Fight Music」が勝利し披露された。
6月17日に行われる予定であった、Zepp Osaka Bayside公演はSaoriの体調不良により公演が当日に急遽延期となった。公演中止の発表時は振替公演について調整中としていたが、振替公演が同会場で7月14日に行われることが後日発表された。これにより、千秋楽となる公演が6月24日の台場公演からこの振替公演となった。
過去バンドの公演が延期・中止となったのは天候やシステムトラブル、情勢変化などによる原因であったが、体調不良による原因となったのはこれが初めてとなった。ファンからは、公演の延期を残念に思うコメントも見られた一方、体調を心配するコメントも多くみられバンドの決断を称賛するコメントもあった。
ツアーは全国7会場で15公演行われた。振替公演となった日程は★印で示す。
| 公演日 | 公演日       | 都道府県 | 会場               |
| 年     | 月日         | 都道府県 | 会場               |
| ------ | ------------ | -------- | ------------------ |
| 2025年 | 5月12日      | 神奈川県 | KT Zepp Yokohama   |
| 2025年 | 5月13日      | 神奈川県 | KT Zepp Yokohama   |
| 2025年 | 5月14日      | 神奈川県 | KT Zepp Yokohama   |
| 2025年 | 5月19日      | 福岡県   | Zepp Fukuoka       |
| 2025年 | 5月20日      | 福岡県   | Zepp Fukuoka       |
| 2025年 | 5月28日      | 愛知県   | Zepp Nagoya        |
| 2025年 | 5月29日      | 愛知県   | Zepp Nagoya        |
| 2025年 | 6月3日       | 北海道   | Zepp Sapporo       |
| 2025年 | 6月4日       | 北海道   | Zepp Sapporo       |
| 2025年 | 6月9日       | 東京都   | Zepp Haneda        |
| 2025年 | 6月10日      | 東京都   | Zepp Haneda        |
| 2025年 | 6月16日      | 大阪府   | Zepp Osaka Bayside |
| 2025年 | 6月17日→延期 | 大阪府   | Zepp Osaka Bayside |
| 2025年 | 6月23日      | 東京都   | Zepp DiverCity     |
| 2025年 | 6月24日      | 東京都   | Zepp DiverCity     |
| 2025年 | 7月14日★     | 大阪府   | Zepp Osaka Bayside |

セットリスト
1. 周波数
2. プレゼント
3. 世界平和
4. 不死鳥
5. PLAY
6. Romantic
7. Error
8. Witch
9. 琥珀
10. Almond Chocolate[注 8]
11. 逆襲のピエロⅡ[注 9]
12. 栞
13. デッドエンド
14. Fight Music / 最高到達点（アンコール）
15. インスタントラジオ（ダブル・アンコール）

### ASIA TOUR 2025「Phoenix」
ASIA TOUR 2025「Phoenix」（アジア・ツアー・にーぜろにーごー・フェニックス）は、日本のバンド・SEKAI NO OWARIが2025年9月から同年10月にかけて開催する予定のアジアツアー。
ツアー「INSTANT RADIO」より3か月ぶり、アジアツアーとしては「The Colors ASIA」より約6年ぶりのライブツアー。
以前のアジアツアーはあくまで日本におけるツアー「The Colors」のアジア版として開催されたものだったが、今回はこのツアーのために制作された演出が披露される予定。
Fukaseはツアーについて英文で、「同じ経験を持つ世界中の同志たちの語り掛けるものになることを願っている」とXに投稿している。
ツアーは全国6都市で7公演行われる予定。追加公演となった日程は★印で示す。
| 公演日 | 公演日   | 開催地           | 会場                           |
| 年     | 月日     | 開催地           | 会場                           |
| ------ | -------- | ---------------- | ------------------------------ |
| 2025年 | 9月20日  | 韓国             | KOREA UNIV. TIGER DOME         |
| 2025年 | 9月21日★ | 韓国             | KOREA UNIV. TIGER DOME         |
| 2025年 | 9月27日  | 台湾・台北       | Taipei Music Center            |
| 2025年 | 9月30日  | 香港             | AsiaWorld-Expo, Hall 10        |
| 2025年 | 10月4日  | シンガポール     | Singapore Arena Expo           |
| 2025年 | 10月8日  | クアラルンプール | Zepp Kuala Lumpur              |
| 2025年 | 10月12日 | 中国・上海       | Shanghai Jing'an Sports Center |

## その他

### 動物殺処分ゼロ支援プロジェクト「ブレーメン」支援公演
動物殺処分ゼロ支援プロジェクト「ブレーメン」支援公演（どうぶつさつしょぶんぜろしえんぷろじぇくと・ぶれーめん・しえんこうえん）は、日本のバンド・SEKAI NO OWARIが開催していた音楽系イベント。
メンバーが立ち上げた、動物殺処分ゼロ支援プロジェクト「ブレーメン」の活動支援を目的として開催されていたライブイベントで、通常のライブとは違い、シンプルなアコースティックセットのステージが繰り広げられたほか、カバー曲も多く披露された。また、2017年と2018年の公演では動物殺処分ゼロの活動をする人物とメンバーとのトークセッションも実施された。
イベントは3年間で合計8回開催された。
| 公演日 | 公演日   | 都道府県 | 会場                                |
| 年     | 月日     | 都道府県 | 会場                                |
| ------ | -------- | -------- | ----------------------------------- |
| 2016年 | 10月8日  | 東京都   | 東京国際フォーラム ホールA          |
| 2016年 | 10月9日  | 東京都   | 東京国際フォーラム ホールA          |
| 2017年 | 9月22日  | 佐賀県   | 佐賀市文化会館 大ホール             |
| 2017年 | 9月24日  | 鳥取県   | 米子コンベンションセンター BiG SHiP |
| 2017年 | 9月27日  | 神奈川県 | パシフィコ横浜 国立大ホール         |
| 2017年 | 9月28日  | 神奈川県 | パシフィコ横浜 国立大ホール         |
| 2018年 | 10月19日 | 神奈川県 | パシフィコ横浜 国立大ホール         |
| 2018年 | 10月20日 | 神奈川県 | パシフィコ横浜 国立大ホール         |

|     | 2016年               | 2017年                     | 2018年             |
| --- | -------------------- | -------------------------- | ------------------ |
| 1   | 死の魔法             | RAIN                       | 青い太陽           |
| 2   | ANTI-HERO            | 深い森                     | 不死鳥             |
| 3   | スターライトパレード | スノーマジックファンタジー | ANTI-HERO          |
| 4   | PLAY                 | TONIGHT                    | 炎の戦士           |
| 5   | となりのトトロ       | プレゼント                 | RAIN               |
| 6   | 虹色の戦争           | 弱い虫                     | 花鳥風月           |
| 7   | Home                 | 虹色の戦争                 | Home               |
| 8   | 世界平和             | 世界平和                   | 天使と悪魔         |
| 9   | 夜空ノムコウ         | ピエロ                     | 生物学的幻想曲     |
| 10  | 炎の戦士             | Hello, my friend           | ピエロ             |
| 11  | 青い太陽             | MAGIC                      | yume               |
| 12  | RPG                  | RPG                        | Hey Ho             |
| 13  | Hey Ho               |                            |                    |
| EN1 | インスタントラジオ   | Hey Ho                     | インスタントラジオ |

### THE PARADE
「THE PARADE」（ザ・パレード）は、日本のバンド・SEKAI NO OWARIのデビュー10周年を記念して2022年4月24日に開催した音楽系イベント。
当初、バンドのインディーズデビュー10周年を記念して2020年の春に実施が予定されていたが、新型コロナウイルス感染症の世界的流行により開催を告知するよりも前に延期となっていた。
出演者はVaundy、マキシマム ザ ホルモン、BiSH、SEKAI NO OWARIの4組で、セットリストは以下の通り。
|     | Vaundy         | マキシマム ザ ホルモン                                          | BiSH               | SEKAI NO OWARI       |
| --- | -------------- | --------------------------------------------------------------- | ------------------ | -------------------- |
| 1   | 不可幸力       | シミ                                                            | BiSH-星が瞬く夜に- | スターライトパレード |
| 2   | 踊り子         | 握れっっっっっっっっっ!!                                        | DEADMAN            | Death Disco          |
| 3   | napori         | maximum the hormone II ～これからの麺カタコッテリの話をしよう～ | 遂に死             | 虹色の戦争           |
| 4   | 恋風邪にのせて | 「F」                                                           | in case...         | Dropout              |
| 5   | しわあわせ     | ぶっ生き返す                                                    | MONSTERS           | ANTI-HERO            |
| 6   | 裸の勇者       | 絶望ビリー                                                      | ごめんね           | RAIN                 |
| 7   | 東京フラッシュ | 恋のスウィート糞メリケン                                        | プロミスザスター   | バードマン           |
| 8   | 花占い         | 包丁・ハサミ・カッター・ナイフ・ドス・キリ                      | STAR09.FiNAL SHiTS | Habit                |
| 9   | 怪獣の花唄     | 恋のスペルマ                                                    | オーケストラ       | Monsoon Night        |
| 10  |                |                                                                 | beautifulさ        | silent               |
| 11  |                | 炎と森のカーニバル                                              |                    |                      |
| EN1 | Dragon Night   |                                                                 |                    |                      |